# 反日感情
反日感情（はんにちかんじょう、英語: Anti-Japanese sentiment）は、日本、日本人、日系人に対して抱いている反感を指す言葉である。反日や、反日運動の形でも用いられる。反日主義（はんにちしゅぎ、英: Anti-Japanism）とは、日本・日本人に対する敵対または嫌悪する反日思想や行動の価値観・イデオロギー・継続的思想。

## 概要
| 調査対象国     | 肯定 | 否定 | どちらでもない | 肯定-否定 |
| -------------- | ---- | ---- | -------------- | --------- |
| 中国           | 22%  | 75%  | 3              | -53       |
| スペイン       | 39%  | 36%  | 25             | 3         |
| トルコ         | 50%  | 32%  | 18             | 18        |
| パキスタン     | 38%  | 20%  | 42             | 18        |
| インド         | 45%  | 17%  | 38             | 28        |
| ロシア         | 45%  | 16%  | 39             | 29        |
| ペルー         | 56%  | 25%  | 19             | 31        |
| 世界平均       | 56%  | 24%  | 20             | 32        |
| ナイジェリア   | 57%  | 24%  | 19             | 33        |
| イギリス       | 65%  | 30%  | 5              | 35        |
| メキシコ       | 59%  | 23%  | 18             | 36        |
| ケニア         | 58%  | 22%  | 20             | 36        |
| ドイツ         | 50%  | 13%  | 37             | 37        |
| インドネシア   | 57%  | 17%  | 26             | 40        |
| アメリカ       | 65%  | 23%  | 12             | 42        |
| ギリシャ       | 52%  | 9%   | 39             | 43        |
| フランス       | 74%  | 21%  | 5              | 53        |
| ブラジル       | 70%  | 15%  | 15             | 55        |
| オーストラリア | 78%  | 17%  | 5              | 61        |
| カナダ         | 77%  | 12%  | 11             | 65        |

| 調査対象国     | 肯定 | 否定 | どちらでもない | 肯定-否定 |
| -------------- | ---- | ---- | -------------- | --------- |
| 中国           | 4%   | 90%  | 6              | -86       |
| 韓国           | 22%  | 77%  | 1              | -55       |
| パキスタン     | 51%  | 7%   | 42             | 44        |
| フィリピン     | 78%  | 18%  | 4              | 60        |
| オーストラリア | 78%  | 16%  | 6              | 62        |
| インドネシア   | 79%  | 12%  | 9              | 67        |
| マレーシア     | 80%  | 6%   | 14             | 74        |

| 調査対象国     | 肯定 | 否定 | どちらでもない | 肯定-否定 |
| -------------- | ---- | ---- | -------------- | --------- |
| 中国           | 18%  | 71%  | 11             | -53       |
| メキシコ       | 24%  | 34%  | 42             | -10       |
| パキスタン     | 34%  | 15%  | 51             | 19        |
| 南アフリカ     | 41%  | 17%  | 42             | 24        |
| インド         | 39%  | 13%  | 48             | 26        |
| フランス       | 55%  | 29%  | 16             | 26        |
| ポルトガル     | 43%  | 13%  | 44             | 30        |
| イギリス       | 58%  | 26%  | 16             | 32        |
| ドイツ         | 58%  | 25%  | 17             | 33        |
| ガーナ         | 55%  | 11%  | 34             | 34        |
| オーストラリア | 60%  | 26%  | 14             | 34        |
| スペイン       | 57%  | 19%  | 24             | 38        |
| エジプト       | 52%  | 14%  | 34             | 38        |
| ケニア         | 61%  | 20%  | 19             | 41        |
| トルコ         | 64%  | 21%  | 15             | 43        |
| 韓国           | 68%  | 20%  | 12             | 48        |
| イタリア       | 66%  | 18%  | 16             | 48        |
| ブラジル       | 66%  | 16%  | 18             | 50        |
| ナイジェリア   | 65%  | 14%  | 21             | 51        |
| カナダ         | 67%  | 16%  | 17             | 51        |
| アメリカ       | 69%  | 18%  | 13             | 51        |
| チリ           | 66%  | 14%  | 20             | 52        |
| ペルー         | 64%  | 10%  | 26             | 54        |
| ロシア         | 65%  | 7%   | 28             | 58        |
| フィリピン     | 84%  | 12%  | 4              | 72        |
| インドネシア   | 85%  | 7%   | 8              | 78        |

アジアでは、BBCが定期的に実施している世界各国を対象とした対他国感情に関する調査によれば、概ね日本に好意的な回答が示される中で、中国と朝鮮は日本を肯定的に考える回答より否定的にとらえる回答が多い傾向にある。また、アジアでは読売新聞・韓国日報・ギャラップが共同で行った 世界各国を対象とした対他国感情に関する調査によれば、東南アジアを含め他の調査対象国における対日・対日本人感情は好意的な回答を示した一方で、中国と韓国では日本を肯定的に考える回答より否定的にとらえる回答が多くなっている。
特に中華人民共和国、中華民国、北朝鮮と韓国との間には現在でも歴史認識などで軋轢があり、日本への歴史的・政治的批判は日本国内でも頻繁に報道されている。2015年、バラク・オバマ政権の国務次官補、ジョー・バイデン政権で国務副長官であるウェンディ・ルース・シャーマンは2015年2月に、「愛国的な感情が政治的に利用されている。政治的指導者にとって、かつての敵を悪く言うことで自国民の安価な拍手や歓心を買うことは簡単だが、こうした挑発は機能停止を招くだけで進歩はなく、麻痺をもたらす」と韓国と中国が日本を国内政治に利用している点を指摘し、批判している。
貿易摩擦に端を発する経済的な理由からの一時的な反日感情は1980年代から1990年代にアメリカやヨーロッパでもみられ、当時「ジャパンバッシング」（日本叩き）と呼ばれた。また、1960年代後半から1970年代にかけて東南アジアに対する日本の急速な経済進出に対する批判運動が行われた。

### 旅行者
1960年代以降、海外渡航の自由化に伴い日本人の海外ツアーが一般的になると、「旅の恥はかき捨て」的な一部の恥知らずな日本人ツアー客による迷惑行為に不快感を覚える現地の人たちも増えていった。西欧において「集団で押し寄せる日本人」のイメージが出来上がったのはこの時代による。渡航自由化から数十年を経た近年ではマナーやイメージが好転し、一般的には日本人旅行者はマナーが良く、たくさんお金を使うため現在ではアメリカ人やスイス人の旅行者と並んで歓迎される外国人旅行客という評価もある。

### 企業活動
日本企業は、その投資行為によって世界各地で摩擦を引き起こしたことがある。象徴的な例としては、バブル経済最盛期に三菱地所がニューヨークのシンボルであるロックフェラー・センターを買収し、ニューヨーク市民の反感を買ってしまったという事例がある。結局、三菱地所はロックフェラー・センターを売却し、大損失を被った。

### 日本の外国人政策
日本政府による外国人労働者受け入れ問題や、外国人不法就労者に絡む人権問題から日本政府の対応を批判する活動がある。これらはヘイトクライムの側面こそもたないものの、広義の意味で反日感情を助長しているものと指摘する論者がある。
日本国内においては、本人の意志に反して売春させられている外国人女性たちの問題に対し日本国民がほとんど放置していたという問題に対しては、アメリカ国務省・国際労働機関(ILO)・各種NGO・各種研究機関などから人身売買と厳しく批判されている。このため、近年、入国管理を強化する一方で、不当就労を強いられている被害者の発見と保護を目的とした法改正が始まっている。
また、日本の外国人労働者受け入れは少子高齢化社会のため増加傾向にはあるものの、世界各国の外国人労働者受け入れ動向と比較すれば極めて限定的であり、日本国内の労働者人口に占める外国人労働者の比率は先進国の中では著しく小さい。これらのことは日本国内における外国人労働者の問題が軽視される原因ともなっており、政府同士によるFTA/EPA交渉や労働組合による交渉などを通じて積極的に改善されることが望まれている。
日本では外国からの単純労働力の受け入れを原則として拒否しており、外国人研修制度や技能実習制度といった抜け穴を利用した就労を斡旋された外国人出稼ぎ労働者たちが日本国内の職場に不当に拘束され、日本人には強いられないような過酷な労働を強要され続けていたという事件が発生しており、外国人就労者の反発を招いている。一部の外国人労働者は、言語的・経済的不利にもかかわらず、余りの人権侵害的な扱いに裁判を起こさざるを得ないような状況に追い込まれている。

## 中華人民共和国

### 概要

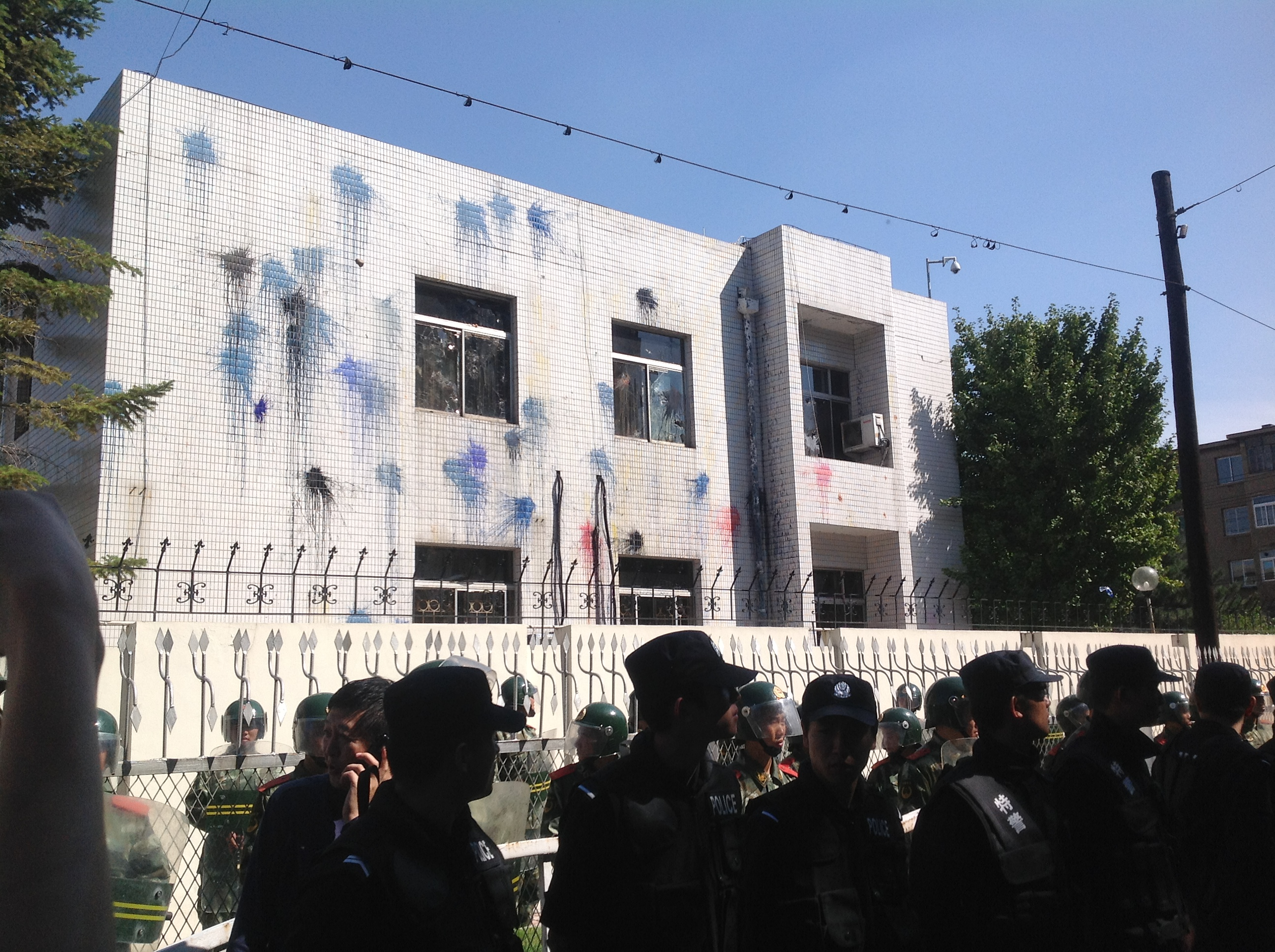
2012年の中国における反日活動 で襲撃された日本領事館

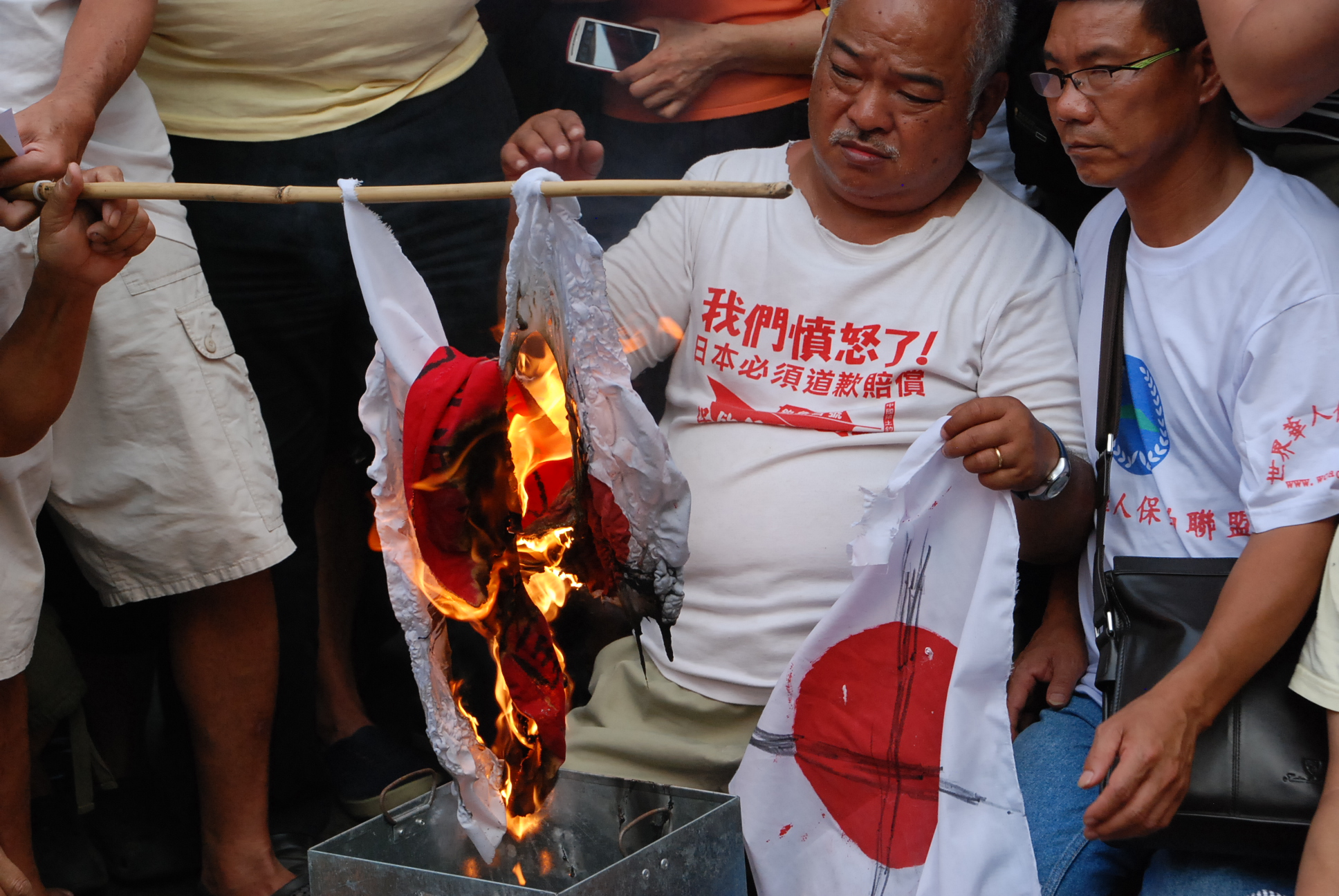
駐香港日本領事館前で焼かれる日本国旗（2012年）

中国では、歴史問題や領土問題を巡る問題から、反日感情強い。また、自国の歴史の重要な要素であるとして、日中戦争における日本軍による残虐行為についても教科書で多く取り上げられているが、この教育については「反西洋を愛国」とし、「野蛮な犯罪を革命」とする思想であるという指摘がある。
尖閣列島の領有権や東シナ海の海底資源をめぐって対立も歴史問題に加えて反日感情を助長した。2003年9月に起こった珠海日本人買春事件では中国の多くのメディアは行為者の違法行為をもとに、連日の報道で日本に対し批判的な姿勢をとった。反日感情から日本人が歴史・政治問題について謝らないとサービスの提供を拒否する店や病院がでてきている。
岡本隆司京都府立大学准教授は中国の反日については、中華思想に基づいて、かつて朝貢していた琉球（沖縄県）は尖閣諸島を含めて自国の「属国」であるという領土認識、異なる民族のいる13億の人民を団結させるために中国共産党政権が反日を軸にして愛国心・自尊心を植えつけたことが背景にあると述べている。また、「中国はなぜ反日になったのか？と問うこと自体がおかしい。中国は、歴史上ずっと反日だったのであり、何かのきっかけで反日に「なった」のではない。「倭寇」は実際には中国の貿易業者が多かったのに、日本だと決めつけて敵視する思考様式に反日の源流がみられる。『史記』以来の中国の史学はイデオロギーの表明であり、ありのままの事実から出発する近代歴史学が欠落しているのが、歴史認識問題の本質である。「正しい」歴史認識というスローガンがすべてを物語っている」、と述べている。拳骨拓史は「中国が反日教育に初めて着手したのは1928年5月、中国国民党が南京において排日教育方針を決議したことに始まる（p.19）。中国が反日運動に狂奔する理由としては、中華思想と、日本に対する嫉妬心、多面的な視点がなく他人と視点や思想を共有できないこと、などがある（P.24）」と述べている。
中国では日本を蔑視する言葉として、小日本、日本鬼子、などがある。憤青と呼ばれる若者たちが過激な主張や行動をすることがある。尖閣諸島問題では、中国側の運動は「保釣運動」と呼ばれ、各地で運動団体が作られている。中国の一部には沖縄も中国の領土だとする主張もある（中国人による沖縄県への認識参照）。韓国と同じく、慰安婦問題、靖国神社問題、歴史教科書問題、なども問題になる。
王雪萍（東洋大学）は、中国の歴史教科書が日本の中国侵略の説明について、1980年代までは資本主義と制封建勢力が結合した権力集団が責任を持つとしてきたが、1990年代以降、階級を分けて日本国内の矛盾を説明する内容がなくなり、戦争責任を日本という国家全体に帰するようになり、一部の軍国主義者と一般国民を区別する方法をやめたことによって、反日デモの矛先が日本政府、資産階級のみならず、一般国民にも向けられるようになったと分析している。
反日映画や反日ドラマ（抗日神劇）が多数作られている。また、中国でのサッカーの試合でたびたび反日行為がみられる（AFCアジアカップ2004#中国サポーターによるブーイング、2007 FIFA女子ワールドカップ#エピソード、AFC U-19選手権2010#中国人による反日行為参照）。
近年の動きでは、2005年の中国における反日活動、2010年尖閣諸島抗議デモ、2012年の中国における反日活動などがある。2010年9月の尖閣諸島中国漁船衝突事件以後、頻繁に中国船が紛争地域に入している。

### 歴史

#### 日中戦争以前
中国における反日感情は、おもに日本軍による中国大陸への侵略（日中戦争）に焦点が集まっているが、日清戦争から辛亥革命期、第一次世界大戦下における対華21ヶ条要求においても反日運動は存在した。日清戦争中には、日本を「倭」、明治天皇を「倭酋」などと呼び、人種差別的なプロパガンダが行われ、中国にある日本の企業や商店が襲われる事件が相次いだ。また、対華21ヶ条要求が大変な問題となり中華民国政府は大規模な反日キャンペーンを展開した。1908年に辰丸事件による日本製品不買運動が起こり、1928年には済南事件をきっかけに中国各地で「反日会」が結成させた。反日会は「奸民懲戒条例」を制定し、反日会の規則に違反した者に罰金を課したり、木製の檻に監禁して街路に曝す、等を行った。

#### 十五年戦争
日中戦争で中国を刺激させたのは陸軍出先が推し進めた華北分離工作であり、これが広田弘毅が訴えた日中親善政策を挫折させる事となり、抗日意識を煽った。梅津・何応欽協定と土肥原・秦徳純協定で中国と満州国の間に中国側の自治政府の冀察政務委員会と日本側の冀東防共自治政府が成立し、事実上満州国防衛のための緩衝地帯となった。1936年、広田弘毅首相が提案した「広田三原則」や有田八郎や川越茂が提案した防共協定締結を蔣介石は拒否している。同年に一致抗日を主張した張学良により西安事件が起こり、これにより反共路線から反日路線へと転換し日中の防共協定は破綻となった。1937年に林銑十郎内閣で佐藤尚武外相が華北分離工作を中止する事を述べた。しかし盧溝橋事件の際、現地軍が停戦協定を結んだものの蔣介石の中央軍が北上した情報により近衛文麿内閣が北支派兵を発表した事により、現地解決は困難となった。現地軍が和平したものの、結局刺激を受けた蔣介石は開戦を決意し、近衛文麿が8月に船津に華北分離工作を解消しようとした和平工作を行おうとしたものの、中国軍が上海に駐留する日本軍に総攻撃した第二次上海事変が勃発する。蔣介石は自身が期待していた対日制裁が行われなかったため、11月初頭に日本側が提出した「華北の行政権は南京政府に委ねる」が記載されている非併合・非賠償の条件のトラウトマン工作で1度目の和平案を12月初頭に受諾を検討したものの、南京陥落により2度目の和平案が加重されたため失敗した。後に様々な和平案を出すが、中国側が承諾できない過酷なものであり、1940年の桐工作の際まで最悪の日中関係となった。
1930年代には、徹底した反日教育、日本製品不買運動が初等教育から教えられ、日本人に対する暴行、虐殺事件が中国各地で多発した。また、「漢奸狩り」（漢奸#日中戦争における「漢奸」 参照）として、日本に協力的とみなされた多数の中国人が虐殺された。

#### 戦後
日本の有識者懇談会による報告書には1950年代半ばから「日本に厳しい歴史教育や反日教育」などをしていたとされたが、下記の理由のために初代中国共産党主席毛沢東が率いる時代の中華人民共和国は反日教育どころか戦勝記念日さえ無視していた。実際に中華人民共和国の反日教育とは、主に第3代中国共産党総書記江沢民以降の中華人民共和国に開始されたものである。1976年9月9日に毛沢東が亡くなるまで、中国共産党・中華人民共和国は、「国民党への勝利」は祝うが、日本関連のイベントは行っていない。それを祝うことは国民党を褒めることだからであった。そのため、毛沢東は「抗日戦争勝利記念行事」も参加したことがない。戦前の日本の侵攻開始直後は中国共産党は中国国民党に掃討されかけで、壊滅状態であった。「紅一方面軍」の約9万人は、1935年10月時点には約7000人にまで減り、「紅四方面軍」は1935年5月の約8万人から1936年10月時点には約3万人強になっており、他の方面軍を合計しても合計数万人に満たなかった。1945年の日本の敗戦時には、毛沢東は「あともう1年長く戦ってくれればよかったのに」とこぼした。毛沢東の秘書だった李鋭は「(抗日戦争中)毛沢東は日本軍と協力して国民党軍を挟み撃ちしようとした。だから、日本軍に、より多くの地域を占領させてこそ“愛国”だ(その方が日本軍とともに国民党軍を挟み撃ちしやすい）」とさえ言っていた。日中戦争の間、中国共産党は戦力の10％しか使わずに、日本軍と戦わないようにすることで戦力を温存していた。日中戦争中の戦力温存と民兵取り込みのため、中国共産党軍は戦後に国共内戦が始まると国民党軍を圧倒し、1949年10月1日に中華人民共和国が誕生した時には中国共産党軍(人民解放軍)は550万人にまでなっていた。そのため、1964年7月10日に訪中した日本社会党の佐々木更三委員長が、過去の戦争を謝罪したときに、毛沢東は「何も申し訳なく思うことはありません。日本軍国主義は中国に大きな利益をもたらし、中国人民に権力を奪取させてくれました。みなさんの皇軍なしには、我々が権力を奪取することは不可能だったのです」と日中戦争を起こしたことへ感謝を示した。このように毛沢東「日本軍の中国進攻に感謝する」という趣旨の言葉を残している。中国人民解放軍空軍は戦後に創立されたが、これは1945年10月以降に奉天から引き揚げ中の日本陸軍第4錬成飛行隊（飛行隊長・林弥一郎少佐）によって、パイロットと整備員を育成したおかげである。中ソ対立が起こる1955年までソ連が祝う対日勝利記念日にも、ソ連のお蔭で勝利したという趣旨の祝電（謝意）を送っていただけである。毛沢東の存命中の中華人民共和国は、「国民党軍を倒して誕生した国」であると自己認識していたので、建国記念日である国慶節（10月1日）に関しては毎年盛大に祝っていた。1972年9月には、日本の田中角栄元首相の訪中と日中国交正常化が行われたが、中国共産党の中央文献研究室が編集し、中央文献出版社から出版された「毛沢東年譜」でもそれに関する記述に多くのページが割かれ、日本を讃えている。国交正常化後から1976年9月9日に毛沢東が亡くなるまで対日強硬路線や反日政策、反日教育を国家として行うことも無かった。毛沢東存命時の中華人民共和国は日米安保批判や台湾解放を主張しながらも、江沢民以後の中華人民共和国と比べると日本に友好的だった。ただし、毛沢東はスターリンと合作し、コミンフォルム影響下時代の日本共産党へ干渉し、山村工作隊や中核自衛隊など武装組織を結成させ、自国で成功した暴力革命路線をとらせたことはある(日中共産党の関係#日本共産党の分裂と中国共産党)。日本全国で騒擾事件や警察に対する襲撃事件等の暴力的破壊活動を繰り広げる武装闘争は、日本国民からの非難と昭和27年(1952年)10月の衆院選における同党候補の全員落選の結果を招いた。そのため、日本共産党は路線変更と昭和30年(1955年)7月の第6回全国協議会（6全協）で、武装闘争時代を「誤りのうちもっとも大きなものは極左冒険主義である」（＝革命情勢がないのに武装蜂起した）などと自己批判を余儀なくされている。

#### 毛沢東の死後・反日政策の開始
江沢民は、天安門事件で若者たちを虐殺したことへの中国国民の恨みを他の「敵」へ転化させるため、更には天安門事件で喪失した共産党政権の求心力回復のため、「愛国主義教育とセットした反日洗脳教育」を国家プロジェクトとして全力で推進した。以来、中国では根強い反日感情を植え付けられた「反日世代」が生まれ、「日本と日本人には何をしてもいい」という価値観を持つ中国人が増えた。1980年代に反日教育は始まり、1989年の天安門事件以降である1990年代に強化された。以降から中国人は、日本への行為ならば、おとがめの対象となりにくい「愛国無罪」であることを学んだ。中国共産党を率いる江沢民は、1989年天安門事件における共産党と一般中国大衆の溝深化、ソ連崩壊に危機を感じた。そのため、日本が「天皇訪中」したりするなど「天安門事件による西側諸国による制裁解除」のきっかけになってあげたにも関わらず、江沢民による中国国内の日本共産党の求心力維持のために「反日」を柱とする教育を実施・強化した。これが天安門事件時点で弱まっていた反日感情が、冷戦以降に急激に強まった原因となっている。
江沢民の始めた「日本に経済協力を求めるのと同時に、国民には反日教育を推進」路線は退任後も続き、彼第5代中国共産党総書記習近平の政権の下地となっている。
2000年代の中国政府は、日本との関係が良好な時には戦時中の日本軍による残虐行為などを取り上げている映画に対して、日本や日本人への敵意が表立って見られない場合でも圧力をかけることがあり、中国における「反日」感情は政権の都合により利用されたり抑制されるのが実情であるという意見もある。2007年に成立した福田康夫政権は「親中」と見られていることから、中国は南京大虐殺を取り上げた映画などに圧力をかけているという報道もあった。また、2008年に発生した四川大地震では日本の救援隊が派遣された際には歴史とは別に被災者から感謝の意を表した。
中国では言論の自由や表現の自由が必ずしも保障されておらず、政府ならびに中国共産党への抗議活動を禁じている。中国の大学学生会も政府や中国共産党の指導下に置かれており、自主的な政治活動は認められていない。暴徒化したデモ隊が度々、他の中国人たちが保有する日本車を破壊したり、中国人が経営する日本料理店を襲撃している。

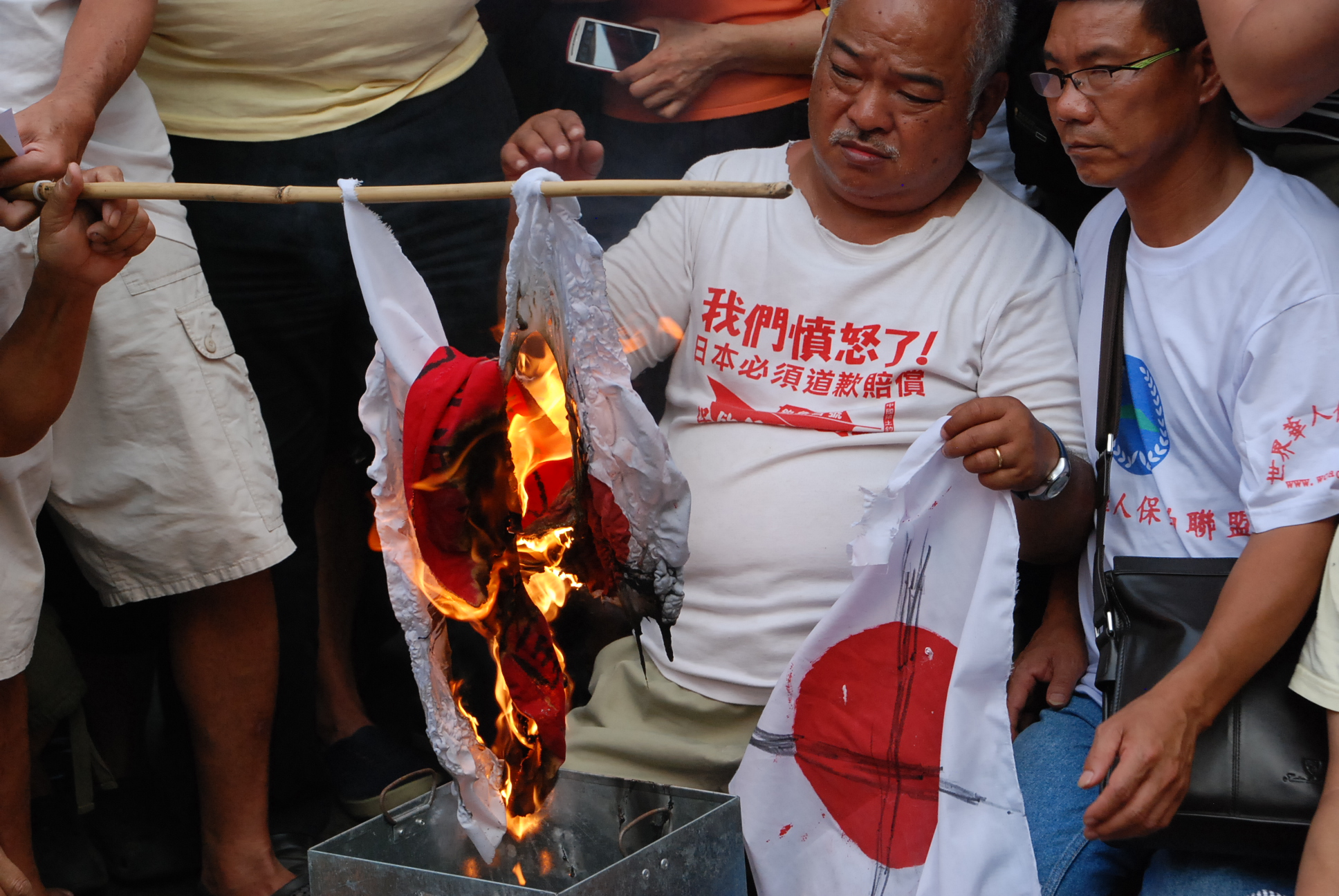
駐香港日本領事館前で焼かれる日本国旗（2012年）

産経新聞の元中国特派員である矢板明夫は2017年に「政治基盤が弱い習近平政権だから、毎年のように手を変えて国民の反日感情を利用している。」、「尖閣諸島国有化反対や、靖国神社参拝反対などの反日キャンペーンは習政権の政治基盤が弱いからこそ行っているものだ。」と述べている。
2021年、中国政府は盧溝橋事件発生日に新製品の発表を行ったことを理由に、ソニーに対して100万元の罰金を命じた。中国に進出している企業の多くは、第二次世界大戦や天安門事件などの節目の日を意識しながら活動を行っている。「米中の覇権争い」の開始後である2021年頃の中国共産党は、日本を敵に回しても習近平には何一つ良いことはないため、「過度な反日感情」は、自国の外交においてマイナスになると考えるようにはなっている。それでも中国当局は反日感情を煽るSNSの「反日投稿」自体を基本的に規制自体はいつでも出来るものの、普段はせずに放任している。反日インフルエンサーによる「日本を核攻撃すべき」投稿が人気を集めた際には削除した。「愛国無罪」の中国の風潮を背景に、反日をPV稼ぎするインフルエンサーが溢れている。2023年時点でも中国は反日教育だけでなく、反日ドラマや反日映画が沢山放映されており、中国国内専用SNSといつ閉鎖的で海外の情報に触れることが難しい環境となっている。後述の襲撃事件らが起こる直近には、「日本人学校はスパイを養成している」といったデマ動画が中国のSNSで人気を集めていた。2024年6月には中国の江蘇省蘇州市で日本人学校のスクールバスを待っていた日本人母子2人が刃物で襲われた蘇州日本人学校スクールバス襲撃事件が起きた。また、同年4月に同じ蘇州で日本人旅行者が刺傷させられた事件があった。同年9月には母親といた日本人の子供が殺害される深圳日本人男児刺殺事件が起きている。靖国落書き、NHK中国職員による言論テロなど反日テロが多発している。深圳日本人男児刺殺事件へ中国共産党宣伝部傘下である中国メディアらは沈黙して報道せず、中国当局は慰霊したSNS投稿へ削除措置をした。

### 反日デモ・事件

#### 2005年の中国における反日デモ・暴動
2005年に日本の国連安保理常任理事国入りの可能性が濃厚になると、中国で反発が高まり、ネットで1,000万人を超える反対署名が集められた。4月9日には北京で日中国交正常化以来最大となる1万人の学生が参加した反日デモが発生した。このデモ隊は日本大使公邸まで行進の後、一部が日本大使館や日本企業に投石を行うなど暴徒化した。4月10日には広州で2万人参加のデモが行われた。デモ隊はいっそう過激化して、日本人が中国人に殴られたり、中国人経営の日本料理店や中国人が乗る日本車に対して攻撃するなどした。中国政府の謝罪は無く、これらに対する補償はあくまで上海市当局や国営企業名義で行われた。これには小泉政権下での歴史認識をめぐる日中間の軋轢が背後にあるという指摘もある。また他の常任理事国は第二次世界大戦で日本の敵国であったために中国を擁護し日本の過去の戦争行為を批判する面も見られた。

#### 2010年の中国における反日デモ・暴動
2010年の尖閣諸島中国漁船衝突事件をめぐって中国各地で行われた反日デモに関して、中国政府の外務省スポークスマンは「一部の大衆が日本側の誤った言動に義憤を表明した」としていたが、香港のメディアは、その実態は各大学の政府系学生会が組織したものだと報じている。ある香港紙は、取材に対して「各大学の学生会が 1カ月前から準備を開始した」「校内で日本製品ボイコットの署名活動も行った」というコメントを得たとしている。また、「デモに参加したある大学生がインターネット上で、デモは学生会が組織したことを明らかにした」とも報じられている。なお、中国の大学学生会とは自主的な政治活動は認められておらず、すべて政府や共産党の指導のもとで活動が行われる。

#### 2012年の中国における反日デモ・暴動

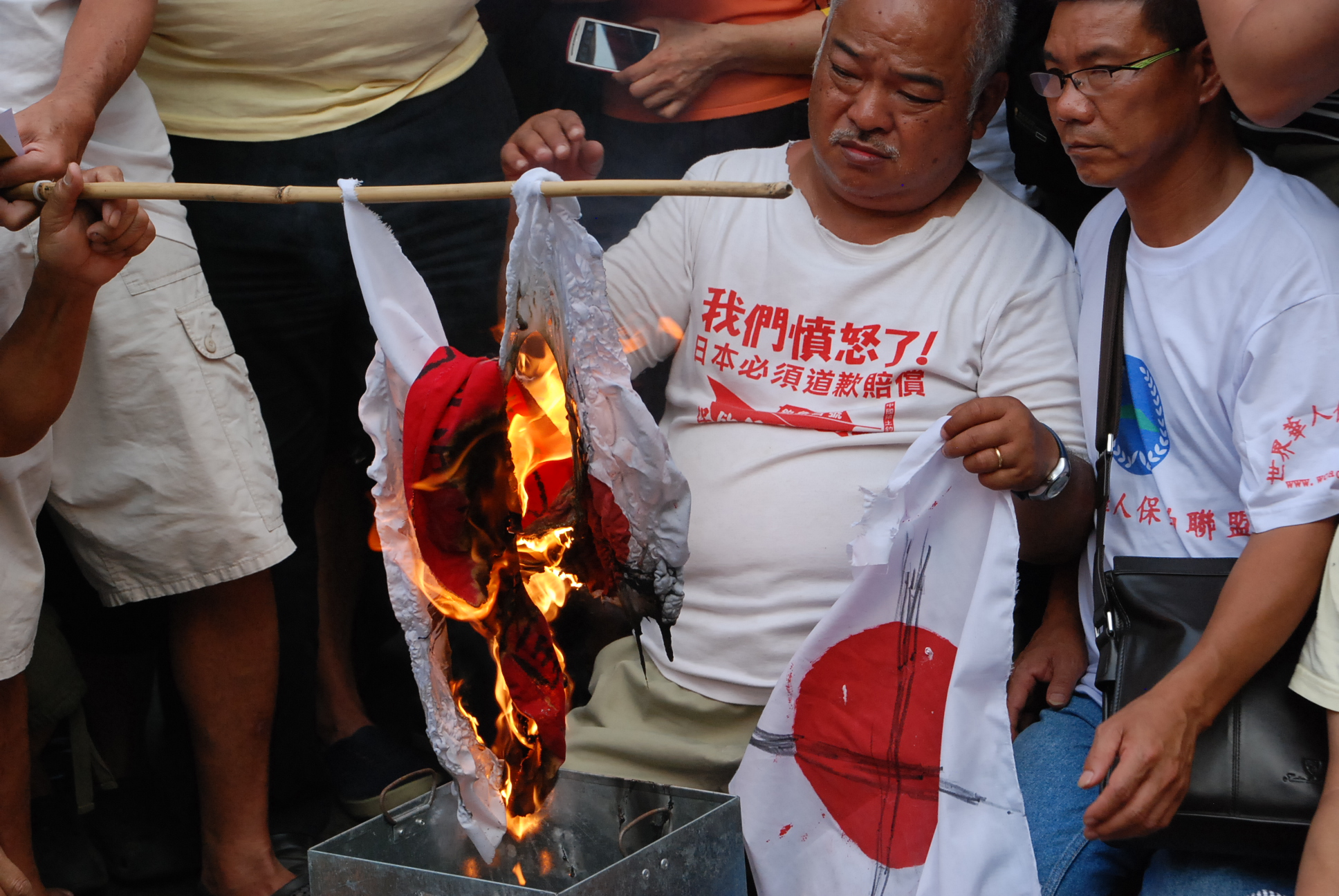
在香港日本国総領事館前で燃やされる日章旗（2012年9月16日）

2012年にも反日デモ活動などがあった。

#### 2024年の中国における傷害事件
2024年には日本人が中国でしばしば傷害された。

### 世論調査
2007年に新華社通信が中国人約1万2000人を対象にアンケート調査した結果、「好きではない隣国」の1位に韓国（40.1%）、2位に日本（30.2%）が挙げられた。一方、「好きな隣国」の1位はパキスタン（28.0%）、次いでロシア、日本が3位（13.2%）となった。また、2007年12月に中国の大手ポータルサイト『天涯コミュニティ』の行った世論調査では、最も嫌いな国の1位は韓国、次いで日本が挙げられた。一方、最も好きな国の3位が日本となった。また、中国のインターネット上で実施された「どの国が一番好きか?」という統計によると、中国人が最も好きな国の1位は米国、2位は日本だった。また人民日報の姉妹紙『環球時報』が中国の北京、上海、広州、武漢、重慶の5つの都市に在住する中国人、1350人を対象に「中国人が見た世界」と題する調査を行った結果、中国人が最も好きな国は順に米国、フランス、オーストラリア、シンガポール、日本だった。中国人が一番嫌いな国は韓国であり、日本は「好き」「嫌い」双方の設問で上位に入っている。
2009年末の『環球時報』の世論調査では15〜20歳の若年層では「最も好きな国」の1位に日本を挙げている。国民全体でも「最も好きな国」「最も行きたい国」の区分で、日本は5位、3位に入っている。2010年2月に『北京晨報』が報じた大手旅行会社の調査によると、海外（中国本土以外）の人気旅行先は、日本が台湾と並んで3位だった。1位の香港、2位のマカオは中国領であるため、純粋な外国では実質的には日本が1位となる。

### 抗日神劇
中国ではテレビ番組の内容について共産党の検閲が行われているが、内容が「反日」的であれば規制が緩くなるとされる。そのため、第二次大戦中の中国大陸を舞台に中国人が日本兵を撃退する「抗日ドラマ（反日ドラマ）」というジャンルが一定数制作されていた。これらの一部は「神劇」という中国のネットスラングから「抗日神劇」と通称されている。

### 精神日本人への制裁
日本の支配下であった台湾と日本の交戦国である中国は政府が反日的であっても親日派に対する制裁は近年では行われていなかったが、近年、江蘇省人民代表大会常務委員会会議にて南京大虐殺を否定する行為や、南京市内の国家追悼施設で旧日本軍の軍服を着るなどの「精日（精神日本人）」行為を処罰する「南京市国家公祭保障条例」を満票で可決しており、韓国同様に戦前の日本に対する言論統制を行うようになった。

中国江蘇省人民代表大会常務委員会会議は2018年11月23日、南京大虐殺を否定する行為や、南京市内の国家追悼施設で旧日本軍の軍服を着るなどの「精日（精神日本人）」行為を処罰する「南京市国家公祭保障条例」を満票で可決した。条例は12月13日から施行される。条例は第28条で、いかなる組織や個人も南京大虐殺の史実を歪曲、否定したり、犠牲者や生存者を侮辱、誹謗したり、前述の内容を含む国家と民族の尊厳を損ない人民の感情を傷つける言論や情報をつくり出したり、伝播させたりすることを禁止。第29条では、国家公祭施設や抗日戦争の遺跡や記念館などで、日本軍国主義を象徴する軍服や旗、図または関連する道具を用いて写真や動画を撮ったり、インターネットを通じて前述の行為を公開伝播したりすることを禁じた。

### 反日感情と関連のある施設
- 中国人民抗日戦争紀念館
- 侵華日軍南京大屠殺遭難同胞紀念館
- 侵華日軍第七三一部隊罪証陳列館

## 朝鮮半島

### 概要
歴史的にみると、朝鮮半島から日本への侵略が何度もあった（「新羅の入寇」「高麗・李氏朝鮮の対馬侵攻」を参照）。日本に来た朝鮮通信使も、たびたび日本を野蛮視したり、日本侵略の願望を記録している（#李氏朝鮮の小中華思想・日本小国論参照）。近代に入っても、日本を「倭夷」と呼び排斥しようとする衛正斥邪思想が広まった。李恒老や崔益鉉は、「人獣之別」によれば西洋や日本は「人の顔をした禽獣」だとし、西洋や日本と貿易や交流をすると「人類の禽獣化」につながるとして、開港に反対した。日本と協力して朝鮮の近代化を進めようとした金玉均は、1894年に暗殺された上に、遺体をバラバラにして晒された（凌遅刑）。

### 李氏朝鮮の小中華思想・日本小国論

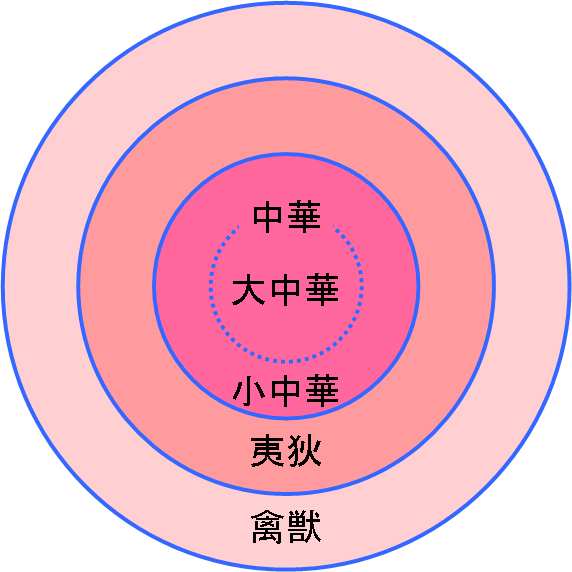
小中華思想における華夷秩序

朝鮮では中国を中心として周辺国を夷狄（いてき）とみなす小中華思想が存在し、1402年の地図「混一疆理歴代国都之図」などにもみられるように李氏朝鮮では明と朝鮮が中華（世界の中心）であり、それ以外は文明化されていない夷と認識していた。1468年に朴時衡は獄中から国王宛書簡で日本、琉球、女真、三島（壱岐・対馬・松浦）の「四夷」が李朝に「来庭」(入貢)していると書いている。ただし現実にはこうした扱いを出来たわけではない。また両班達は自身を中華文明の体現者と捉える一方、朝鮮国内の庶民に対しても「夷狄禽獣の類い」と差別していた。このような李朝の対日認識の原因としては当時の日朝外交が対馬を経由していたため、日本の情報が対馬の外交使(対馬使と称する偽使もいた)の裁量によって左右されていたことや、とりわけ1467年からの応仁の乱それに続く戦国時代において日本国内が混乱していたことなどがあげられる。李朝もこうした事情は察していたが、日本小国論の修正には繋がらなかった。琉球国王使が通交しなくなった後、李朝と国交を持っていたのは明、日本、女真族に限定されていた。女真族は建国初期から李朝の藩属として扱われていたため、残る日本を小国視することで李朝は当時の東アジアの政治情勢を、明を頂点とし李朝は小中華として日本と女真族を夷狄として従えるとする、小中華的政治観の枠に当てはめて認識していた。
13世紀の元寇で高麗軍は元・中国の手先になり日本を2度侵略した。そして15世紀には応永の外寇で対馬を再び侵略しているが、その後、小国また夷狄とみなしていた日本と女真から朝鮮は侵略をうける。16世紀末の1592年〜1598年にかけて豊臣秀吉が明を中心とした華夷秩序から抜け出ようと企図し、朝鮮半島を侵略、李氏朝鮮・明連合軍と大規模な戦争を行った。この文禄・慶長の役で甚大な被害を受けた朝鮮半島では反日感情が残る。一方、文禄・慶長の役などの万暦の三征による戦費と財政悪化で明が疲弊するなか、女真族のヌルハチがアイシン国（後金)を1616年に建国し、さらには1619年のサルフの戦いで明・朝鮮軍を破り山海関を攻略する。1627年にはヌルハチを継いだホンタイジが朝鮮へ侵略（丁卯胡乱)。さらに後金は1636年に大清国へ国号を改称したあと清への服属を拒絶した朝鮮を再度侵略する(丙子の乱)。敗北した朝鮮は清と三田渡の盟約を交わし以降、属国として服属する。
江戸時代になって1607年に日本と国交回復した朝鮮は朝鮮通信使を派遣するようになるが、朝鮮通信使らは、日本の風俗風習について野蛮であるとたびたび指摘している。第四回（1636年）副使の金世濂は『金東溟海槎録見聞雑記』において「男子はみな半幅の青布でへそから下を被っている。はなはだしいのになると隠さない」と記し、また第六回使節従事官の南龍翼（1628年〜1692年）は『扶桑録』において倭国の草履は「前部に一本の縄があって、そこに足指を掛けて挟んで歩く。その形はひどく奇怪である。足袋は蛇の舌のようである」と日本の風習を夷狄視する記述を見せている。第九回使節製述官申維翰は『日本見聞雑録』で「淫穢の行いはまったく禽獣と同じで、家々では必ず浴室を設けて男女がともに裸で入浴し、白昼からたがいに狎れあう」と書いている
。
さらに1763年に来日した第11回朝鮮通信使の金仁謙は著書『日東壮遊歌』で京都について「沃野千里をなしているが、惜しんであまりあることは、この豊かな金城湯池が倭人の所有するところとなり、帝だ皇だと称し、子々孫々に伝えられていることである。この犬にも等しい輩を、みな悉く掃討し、四百里六十州を朝鮮の国土とし、朝鮮王の徳を持って、礼節の国にしたいものだ」と日本侵略の願望を述べている。また金仁謙は「犬にも等しい倭人に拝礼するのが苦痛である」と江戸での将軍との謁見を拒んで一人宿舎に残っている。同じく第11回朝鮮通信使の一員であった元重挙も帰国後、日本側の戦勝意識と朝鮮側の敗北意識を払拭する「臥薪嘗胆」の意を込めて『和国志』に壬申倭乱戦勝論を展開する。このように小中華思想にもとづく反日感情は李氏朝鮮時代に存続し続けていた。

### 近代朝鮮における反日感情
19世紀になって、西欧列強諸国が朝鮮にも進出するようになると、開国を強要する欧米を「洋夷」とする衛正斥邪という鎖国攘夷思想が展開し、朝鮮を中華として清をも夷狄とみなした。1854年に開国した日本は李氏朝鮮にも開国を要求した。衛正斥邪の思想では日本を欧米に追随する「仮洋夷」また「倭夷」とみなした。のちに江華島事件で日本の砲艦外交で朝鮮は1876年に開国するが、衛正斥邪思想は朝鮮における近代的民族主義の基礎となって展開していく。開国後も親日派の開国派（開化派)と鎖国攘夷を訴える斥邪派が対立し、1882年の壬午事変で日本人の軍事顧問や公使館員らが殺害された。1880年代に駐朝鮮アメリカ公使を務めたジョージ・クレイトン・フォークは、当時の朝鮮人の対日感情について、（中国人はその外観、行為、習慣のせいで朝鮮人から嫌われているが、残虐行為や詐欺をしても恨みを買わないが、)日本人はその外観、行為、習慣のおかげで称賛さえ受けているにも関わらず嫌われており、朝鮮人は日本人の血を流すことでこの感情を爆発させる機会を常にうかがっている、と報告している。
1894年の東学党の乱(甲午農民戦争)の処理をめぐって日本と清が対立し日清戦争にいたる。清が日本に敗れたことで華夷秩序が崩壊し、朝鮮は清への冊封体制から独立する。三国干渉によって日本は一時半島から退いたため、親日派で開化派の金弘集政権は親ロシア派の王妃閔妃勢力のクーデタで1895年7月6日に崩壊する。しかしその三ヶ月後の10月8日には王妃閔妃が日本人と開化派によって暗殺される(乙未事変)。政権に復帰した金弘集が同年12月に出した断髪令 (朝鮮)を日本の真似だと反発した元儒学者らが義兵運動を開始する。朝鮮はその後、親ロシア政策によって(露館播遷)1897年に国号を大韓帝国とするが、1904年2月に日露戦争が勃発する。1905年9月に日本はロシアに勝利し、大韓帝国への優越権を獲得、11月には第二次日韓協約を締結し、大韓帝国を大日本帝国の保護国にする。これに反発して反日感情の強い義兵運動が活発化するが、日本軍に鎮圧される。日本はさらに1907年に第三次日韓協約で大韓帝国軍を解散させると、元兵士が義兵運動に参加し、1909年には安重根が初代統監伊藤博文を暗殺するが、韓国では一進会ら親日派が日韓併合論を推進して翌1910年には韓国併合が行われる。反日派にとっては夷狄視していた日本に国が併合されたため小中華思想をもとにした民族主義は、より強い反日感情へと発展した。古田博司は「近代に至り、この「野蛮人」である日本人の植民地支配を経ると、朝鮮の矜持を回復せんとする試みは反日思想と結合し、中華思想のより強固かつ執拗な復権となって開始され今日に至る」としている。戦後の大韓民国では安重根は抗日闘争の英雄とみなされている。
姜尚中とダニ・オルバフ（ヘブライ大学）は、「同じ大日本帝国の植民地だったのに、台湾は友日的なのに、韓国が反日的なのはなぜか」という対談において、【ダニ・オルバフ】「『植民地』としての朝鮮半島は天皇直属です。同じ『植民地』でも台湾は内閣直属でした」【姜尚中】「そうですね。今、日本人はどうして台湾が友日的なのに韓国が反日的なんだろと考えますよね。でもそれは、台湾統治と朝鮮半島の統治の組織構造の違いを考えると分かります」【ダニ・オルバフ】「当時の大日本帝国憲法のわずかな権利すら民衆に与えず、総督が天皇の代理人として弾圧できたのが朝鮮でした。朝鮮では総督が代々陸海軍大将であったのに比べ、台湾では1919年から1936年まで貴族院議員の政治家が続きました」【姜尚中】「天皇直属となれば、時の政府は口出しはできません。台湾と朝鮮半島でどうしてこのような統治の違いになったのかが不思議なのですが、天皇統治とはある意味、統帥権が不可侵であるのと同じです。最終的に同化政策の時は、君たちは日本の本土にいる人たちと変わらない、ということになります。天皇の愛顧をみんなにあげるというのは大変な恩恵であるという発想です。それを天皇統治では一方的にどんどん進めていくことになり、朝鮮半島の日本に対する評価が変わってくるわけです」と述べている。
台北駐日経済文化代表処代表を務めた羅福全は、平井敏晴（漢陽女子大学校）の取材に対して、「韓国が日本に反発してしまう理由はいろいろありますが、私がまず思うのは、王朝があったからですよ。台湾にはなかったでしょ」「（戦後、台湾に入城した中華民国軍の）大陸から台湾にやって来た人たちの格好を見て、台湾の人たちが愕然としたんですよ。身なりはひどいし、兵器は旧式で、日本のものと比べると雲泥の差がありましたから」「日本の台湾統治は黒字で、朝鮮統治は赤字だったんですよ。日本は成功した台湾をモデルケースにして朝鮮統治に臨んだけど、うまくいかなかった。その結果、日本人は台湾人に対するのと同じように朝鮮人に接することができなかった」と述べており、平井敏晴は、17世紀に清が明を滅ぼすと、長崎出身の鄭成功は清に抵抗する拠点を築くために1662年に台南に入り、その後の台湾は、清に対する抵抗の拠点であり続けたため、台湾からすると、日本に割譲されることは、抵抗を続けてきた清からの開放でもあり、「台湾はもともと清への対抗意識があり、日本統治はある意味、台湾にとって渡りに船でもあった。一方、韓国は王朝を断絶させられたことで、日本への反発が生じやすかった。そのうえ、朝鮮統治は日本にとって経済的にうまくいっていなかった」「朝鮮王朝を潰した日本への反発心が何らかの形で韓国社会に根を張っている」「1897年に朝鮮は国王を皇帝に代え、大韓帝国が成立し、日韓併合の1910年まで存在した。韓国は正式な国名が大韓民国であることからもわかるとおり、大韓帝国と無縁ではない」「現在の韓国には大韓帝国が重ね合わせられ、さらにそこから直接遡れる朝鮮王朝500年の歴史を自ずと回想することになる」「そんな思考体系によって、近代日本と朝鮮王朝は対立関係に置かれてしまう。当時の日本の仕業に反対・反発することは、現在の大韓民国においても正しく称賛されるべき行いであり、そうしなければ罰せられる対象になる。日本で冷淡とも言われる親日派への処遇である」「台湾には王朝がなかったので、そこを統治して開拓を進めた日本は、後に朝鮮で経験するような王政復古のイデオロギーによる軋轢を経験せずにすんだ」と結論付けている。
朝鮮独立軍と大韓民国臨時政府
日本統治時代の朝鮮でも義兵運動は朝鮮独立運動として継続して1919年の三・一運動を経て、満州の間島では抗日独立軍が成立し、上海では独立運動家による亡命政府の大韓民国臨時政府が成立する。初代代表には、アメリカに亡命して朝鮮独立運動を展開していた李承晩が就任する(李は内紛で一時アメリカに戻る)。大韓民国臨時政府は1933年に蔣介石ら中国国民党と対日戦線で協力合意、1940年9月17日に重慶で「韓・中二つの国の独立を回復しようと共同の敵・日本帝国主義を打倒し、連合国の一員として抗戦することを目的にする」と宣言して韓国光復軍を創立した。1941年12月8日の真珠湾攻撃でアメリカ、中国が対日宣戦布告を行うのとともに臨時政府も日本へ宣戦布告を行うが、日本政府に布告文書は通達されず実効性はなかった。その後アメリカ戦略事務局 (OSS) の下、訓練を行うが、実地での戦闘を行うことはなかった。
他方、朝鮮独立軍は1920年の青山里戦闘で壊滅するが、満州では中国共産党指導下の東北抗日聯軍(抗日パルチザン)が成立し、のちの北朝鮮(朝鮮民主主義人民共和国)を建国した金日成が所属していた。

## 大韓民国

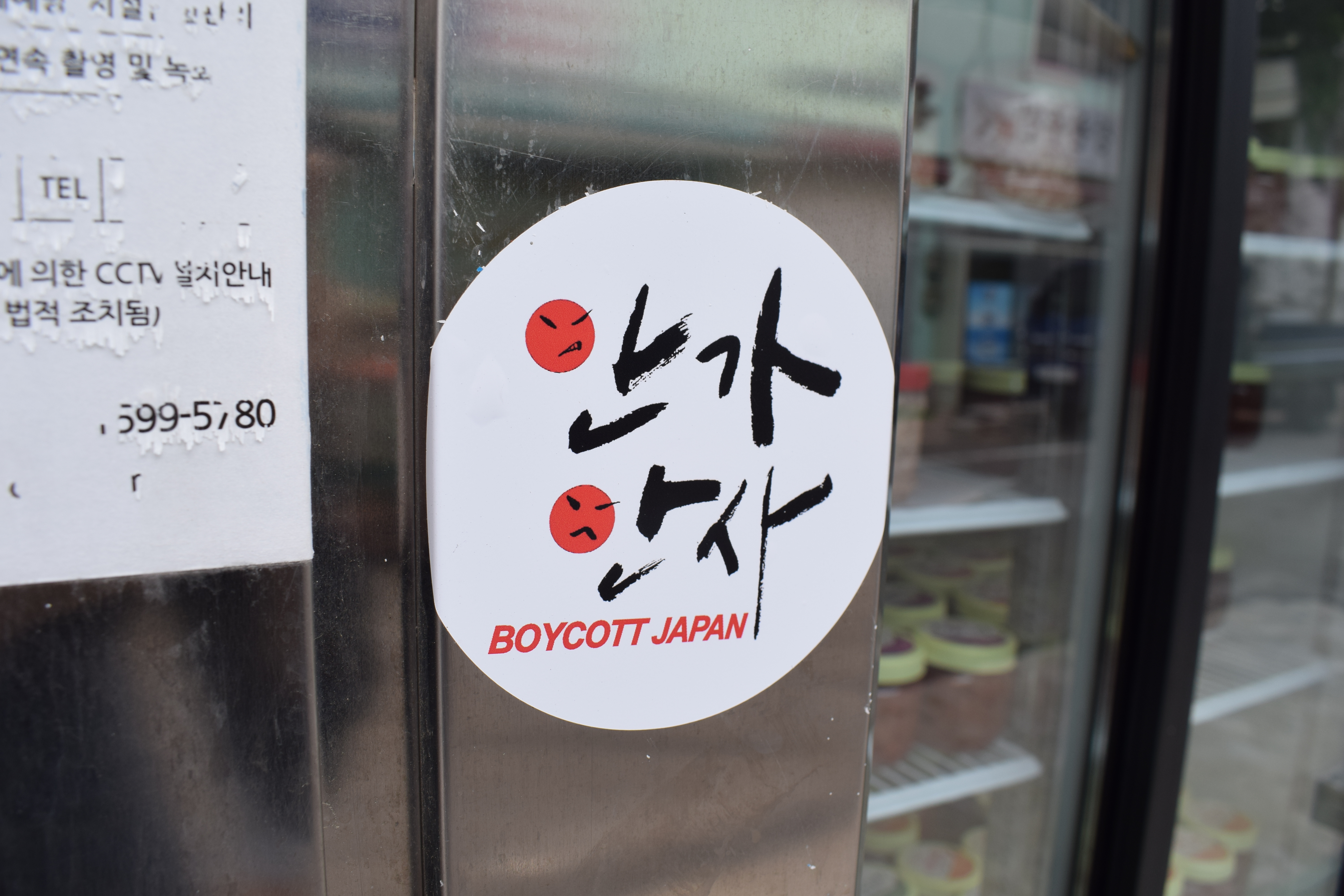
韓国木浦市の「ボイコット・ジャパン」ステッカー

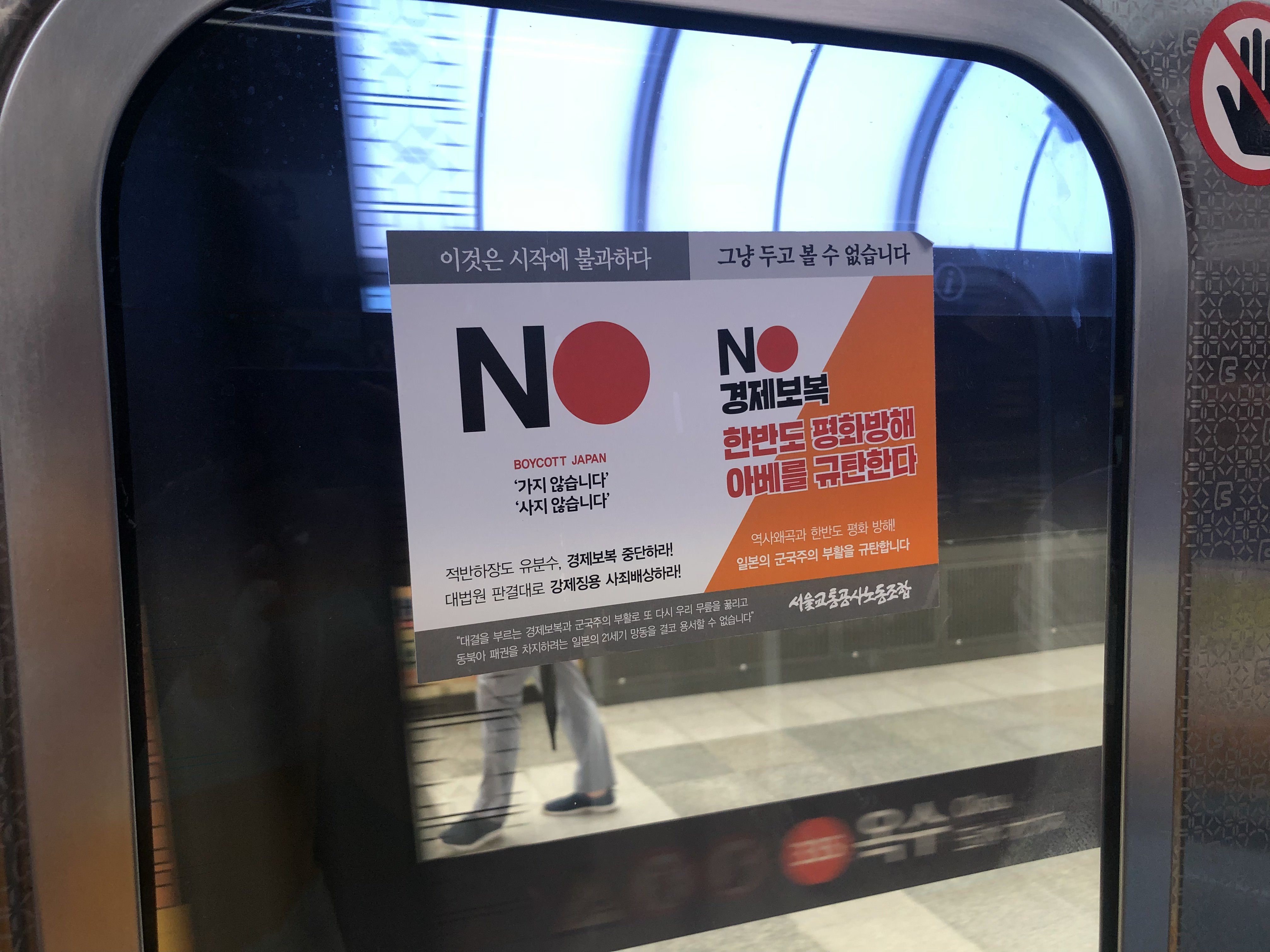
ソウル地下鉄車内の「ボイコット・ジャパン」ステッカー

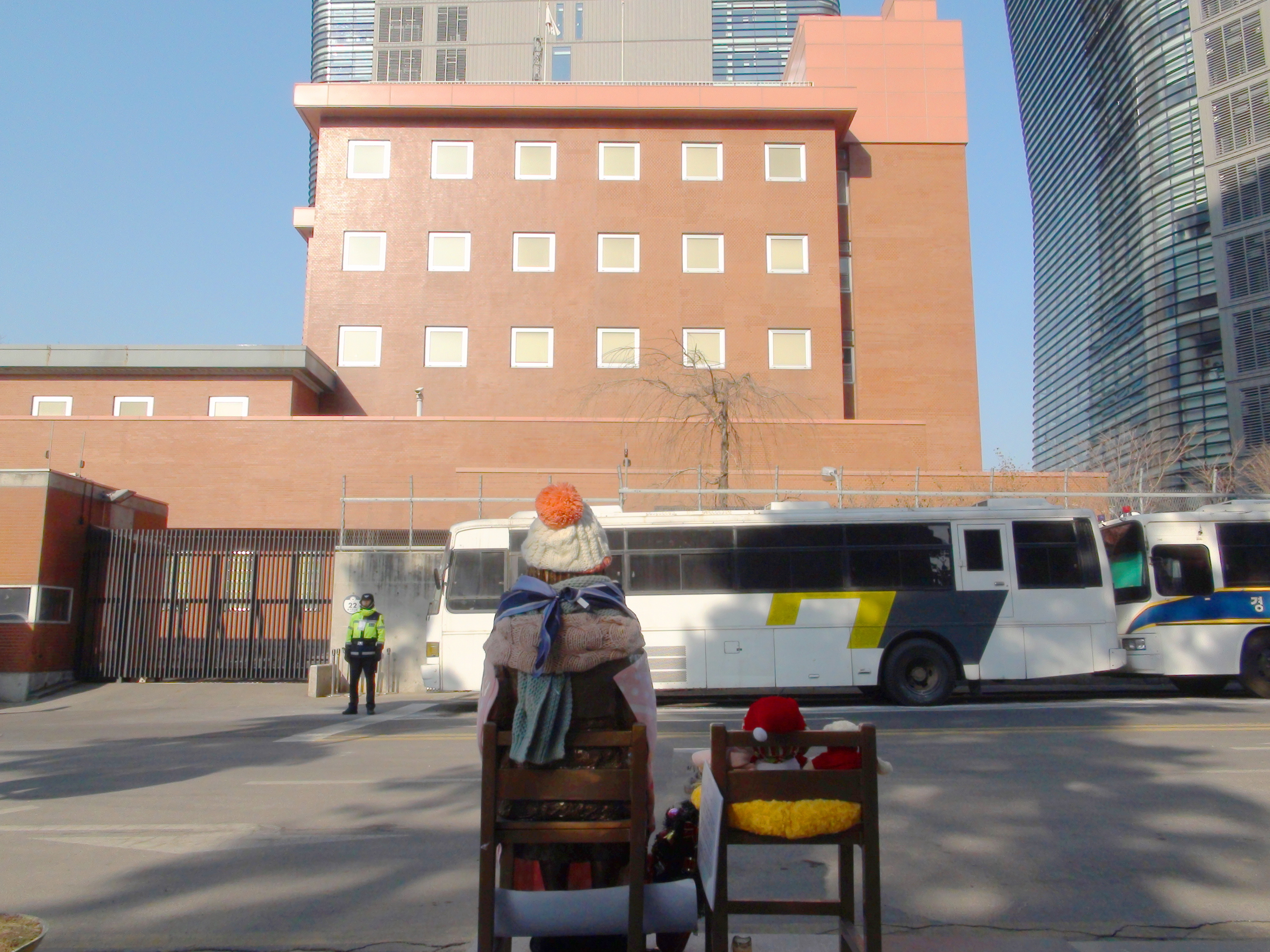
在韓日本大使館前に設置された、ウィーン条約違反である慰安婦像

### 概要
韓国は1952年に、李承晩ラインを一方的に設定し、第一大邦丸事件など、多数の日本漁船を拿捕したり、銃撃して漁民を殺戮した。その後も、竹島 （韓国名：独島）を占拠し、独島警備隊を常駐させている。韓国では『独島は我が領土』という歌や、「独島パンツ」「独島サンダル」「独島切手」「独島ケーキ」「独島生け花」なる物まで作られている。高月靖は、このような韓国の独島（竹島）に対する異常な執着心を「独島中毒」と名付けている。
Voluntary Agency Network of Korea（略称 VANK）という会員数10万人の団体が、2005年から、世界で日本の地位を失墜させるための「ディスカウントジャパン運動」を開始し、日本海呼称問題、竹島問題、慰安婦問題、歴史教科書問題、などで、インターネットを通して、世界各地で反日宣伝を繰り広げている。2013年からは「アジアで日本をのけ者にさせる」戦略を拡大し、真珠湾攻撃、バターン死の行進、南京事件、などの宣伝を通して世界各国で日本のイメージを悪化させようと図っている。
米国で、「ニューヨーク韓人会」、「韓国系米国人権利向上協会」、「韓米公共政策委員会（KAPAC）」、「KACE（korean american civic empowerment）」、「korean american coalition」などの在米韓国人団体が、従軍慰安婦非難決議採択、慰安婦記念碑建立、などの反日プロパガンダ、反日ロビー活動を行っている。
誠信女子大学教授の徐敬徳は、竹島問題、日本海呼称問題、慰安婦問題、などで、ニューヨーク・タイムズに広告を掲載したり、タイムズスクエアにも大型広告を掲示している。第3回ワールド・ベースボール・クラシックでも、在米韓国人によって、準決勝と決勝が行われるサンフランシスコの球場のそばに、竹島の韓国領有を主張する大型広告が設置された。
2013年5月にはソウル市内の宗廟市民公園で、日本統治時代の韓国について「日本の植民地統治は、良いことだったとワシは思うよ」と述べた日本統治時代育ちの95歳の男性が、飲酒して酩酊していた38歳の男性に殴打されて殺害された事件が起こった。加害者の男性は9月10日に懲役5年の判決の判決を受けたが『世界日報』は「酒の勢いで愛国心の度が過ぎた」とやや同情的に報じ、さらにインターネット上では「正義の審判」「死んで当然」と殺人を正当化して被害者男性を誹謗する過激な声が目立った。
韓国でも稀に反日主義を批判し日本を擁護する人物が現れる事があるが、「親日派」として攻撃され、社会的な立場を失い、法的な措置が取られる事もある。韓国では「親日派」とは売国奴の同義語である。「親日反民族行為真相糾明委員会」や「親日派リスト」を作って「親日派」を糾弾し、「親日反民族行為者財産の国家帰属に関する特別法」を制定して「親日派」の子孫の財産を没収している。2011年12月、資本家金淳興は親日派として『親日人名辞典』に掲載されていたことが判明した。金淳興の孫イ・ジアまで批判の対象となった。
2010年から2012年まで駐韓日本大使を務めた武藤正敏は、中国の反日が共産党の指導下で国益に基づき制御されているのに対し、韓国の反日は国民感情の影響を受け、国益を毀損してでもおこなわれると述べている。
大韓民国の活動家ソ・ギョンドクなどは全世界旭日旗撲滅キャンペーンを行っている。韓国紙中央日報は、日本の広島と長崎に原子爆弾が落ちたのは神の懲罰だったなどと掲載した。
在日韓国人は韓国語を話せないことや訛がきついことを馬鹿にされることがある。たとえば、ロッテ創業家重光宏之が同社を巡る騒動につき日本語でインタビューに答えた際韓国語が話せないことでバッシングを受けた。そして重光昭夫が韓国語でインタビューに答えた際、日本語訛を強調した字幕を表示された。

### 歴代政権
李承晩政権

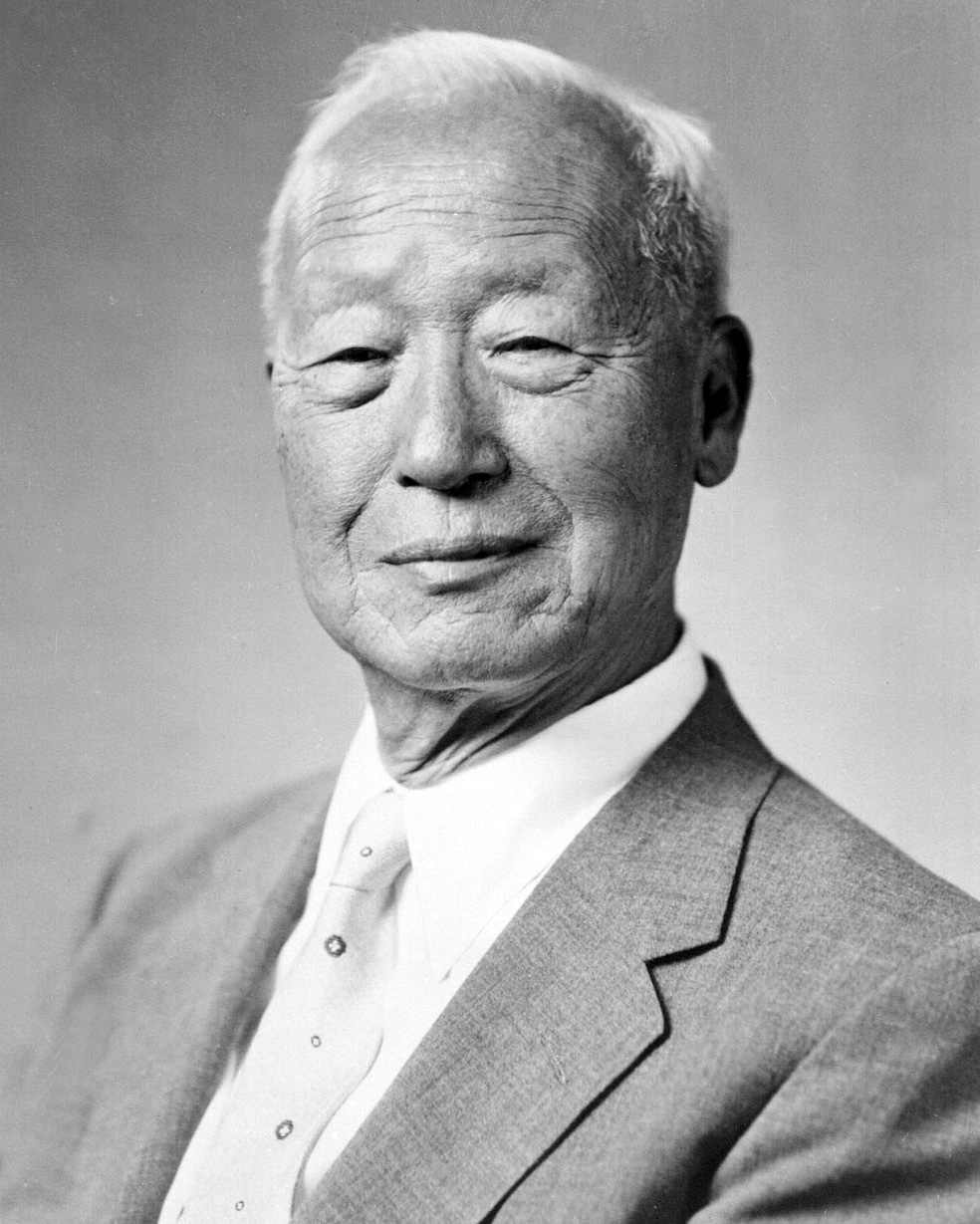
李承晩

大韓民国初代大統領の李承晩は強い反日感情を持ち、「反日主義」一辺倒の民族主義を煽り、「日帝に対する闘争」を掲げることで民族の紐帯を醸成し、反日教育を実施した。
1957年12月に李承晩は談話で次のように述べている。
朴正煕政権
朴正煕大統領は、著書『国家・民族・私』で「我が半万年の歴史は、一言で言って退嬰と粗雑と沈滞の連鎖史であった」と韓国（朝鮮）について述べ、さらに「姑息、怠惰、安逸、日和見主義に示される小児病的な封建社会の一つの縮図に過ぎない」「わが民族史を考察してみると情けないというほかない」「われわれが真に一大民族の中興を期するなら、まずどんなことがあっても、この歴史を改新しなければならない。このあらゆる悪の倉庫のようなわが歴史は、むしろ燃やして然るべきである」と自民族を批判的に述べた。
朴は朝鮮史における事大主義と属国性を自覚し、自著『韓民族の進むべき道』で韓国人の「自律精神の欠如」「民族愛の欠如」「開拓精神の欠如」「退廃した国民道徳」を批判し、「民族の悪い遺産」として次の問題を挙げている。
- 事大主義
- 怠惰と不労働所得観念
- 開拓精神の欠如
- 企業心の不足
- 悪性利己主義
- 名誉観念の欠如
- 健全な批判精神の欠如

朴正煕は独裁体制(維新体制)を確立すると、「国籍ある教育」を掲げ、歴史教育の目的として「民族の中興の使命を達成するための主体的民族史観」がうたわれるようになった。この様な韓国の公教育が反日感情を増幅させている側面がある。ただ、朴正煕は李承晩とは違い、終生親日家であったといわれ、公式的な場では「反日」であるが、非公式な場では「親日」の面もあり、「昼は反日、夜は親日」とも言われる。
自身が日本に潜伏していた北朝鮮の工作員に暗殺されそうになった（妻の陸英修が死亡）1974年8月の文世光事件では韓国内の反日感情が激化し、朴も日本政府の対応に激怒した。
戦後補償
韓国では現在も日本の文化に対して否定的な風潮があり、地上波テレビは日本製コンテンツの放映をほぼ認めていない。韓国併合により一時朝鮮半島が日本の一部となっていたため、日本や日本人そのものへの敵意を抱く人もいまだに存在しているとされる。また在日コリアンの問題もあって、それらの人々の扱いを巡る感情的な問題が起こることもある。
1991年に従軍慰安婦問題がマスコミで大きく取り上げられ、また元慰安婦と称する人々が名乗り出始めた。いわゆる「従軍慰安婦」問題は韓国国内における「反日」感情の高まりへと発展し、ソウルの日本大使館への侵入やデモ、国旗を焼き捨てるなどの暴動が発生した。事態を重く見た日本政府は同年12月に調査を指示、1995年には同女性らに対する補償を目的とした財団法人アジア女性基金」を設立した。しかし、慰安婦については日本軍による強制連行の証拠は発見できなかったとするのが日本政府の公式見解であり、民間レベルだけではなく日韓の外交問題としていまだに全面的な解決に至っていない。
1998年には金大中大統領の訪日や、日韓合同のワールドカップ開催などで関係改善に曙光が見えたが、依然として韓国の反日感情は強く、韓国東アジア研究院と日本の言論NPOが、2013年3月〜4月に実施した世論調査では、両国民の約4割がこの1年間に相手国への印象が「悪化した」と答え、日本に「良くない印象を持っている」、「どちらかといえば良くない印象を持っている」と答えたのは韓国人は76.6%だった。
盧武鉉政権

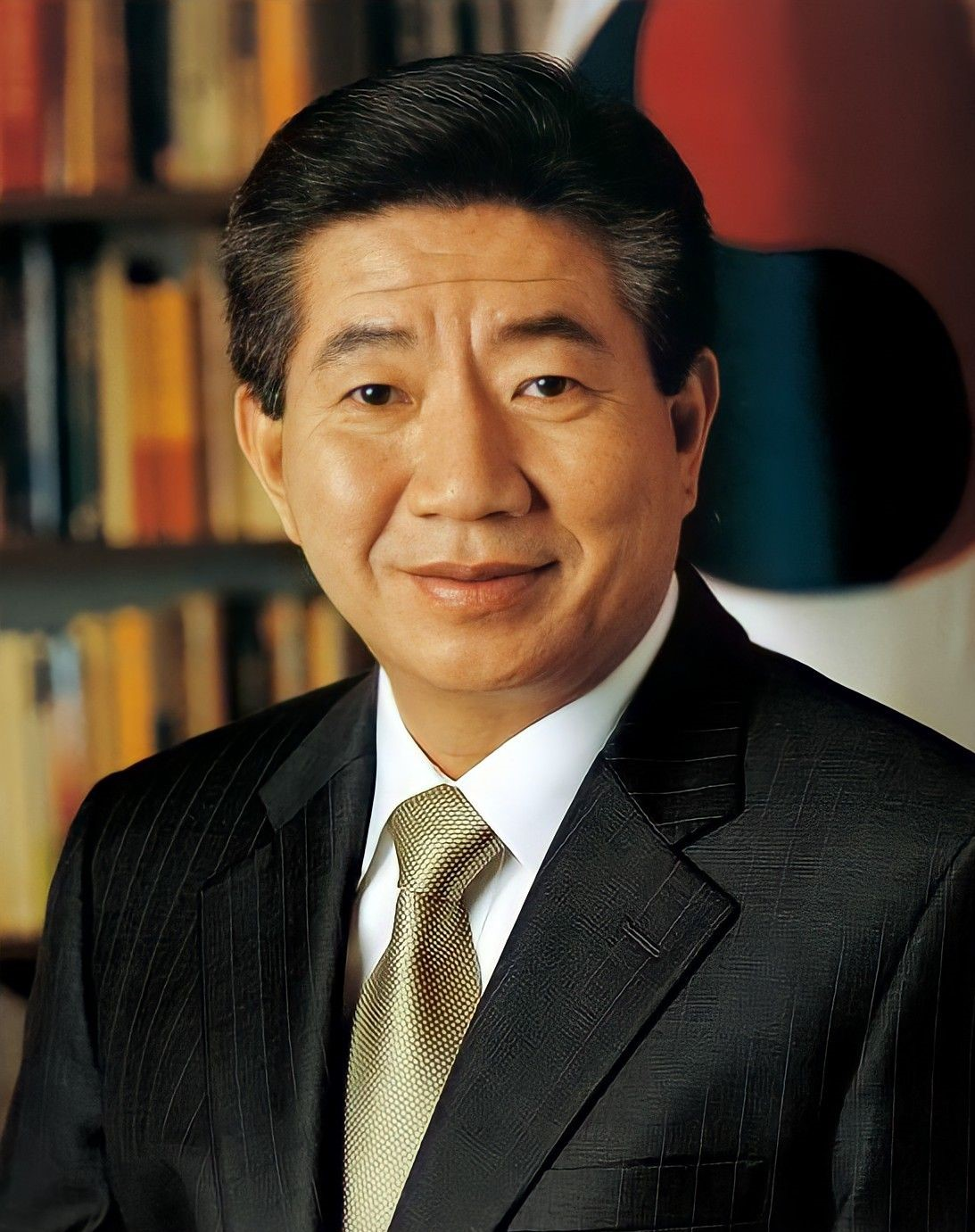
廬武鉉

2003年に発足した盧武鉉政権は当初は日本との関係改善に積極的であったが、小泉政権との対立が深まるにつれ日本政府との距離を置く政策を採った。2005年に韓国政府が1965年の日韓基本条約交渉議事録を公開し、韓国国民個人への補償は韓国政府が行うので日本政府は韓国政府へ一括して経済援助金を支払うという文言が存在していることが報道された。しかし、その後盧武鉉大統領は日本側に一部補償義務が残されているという演説をおこなった。2005年3月には島根県議会が竹島の日条例を制定したことから韓国政府や地方自治体レベルの抗議や交流停止が相継いだ（竹島の日参照）。
親日派に対する制裁
韓国・北朝鮮は日本統治を肯定する親日派に対する制裁が厳しい。北朝鮮で親日派は終身収容所送りとなり、韓国では親日派は社会的に抹殺され、盧武鉉政権下の2005年に歴史問題、竹島問題や小泉純一郎首相の靖国神社参拝などで反日感情が高まった際には日本統治時代の親日派の子孫で日露戦争開始前から韓国独立前までの間、反民族反国家行為の対価として取得、相続もしくは故意による贈与を受けた財産の財産を没収する親日反民族行為者財産の国家帰属に関する特別法や日帝強占下反民族行為真相糾明に関する特別法の制定など、反日的政策が実行された。
韓国のインターネットでは親日的な書き込みに対してネット検閲が行われている。大統領直属機関である大韓民国放送通信委員会が、親日的な発言をするウェブサイトとブログを強制的に削除やアクセス禁止をし、言論統制を行っている。
李明博政権

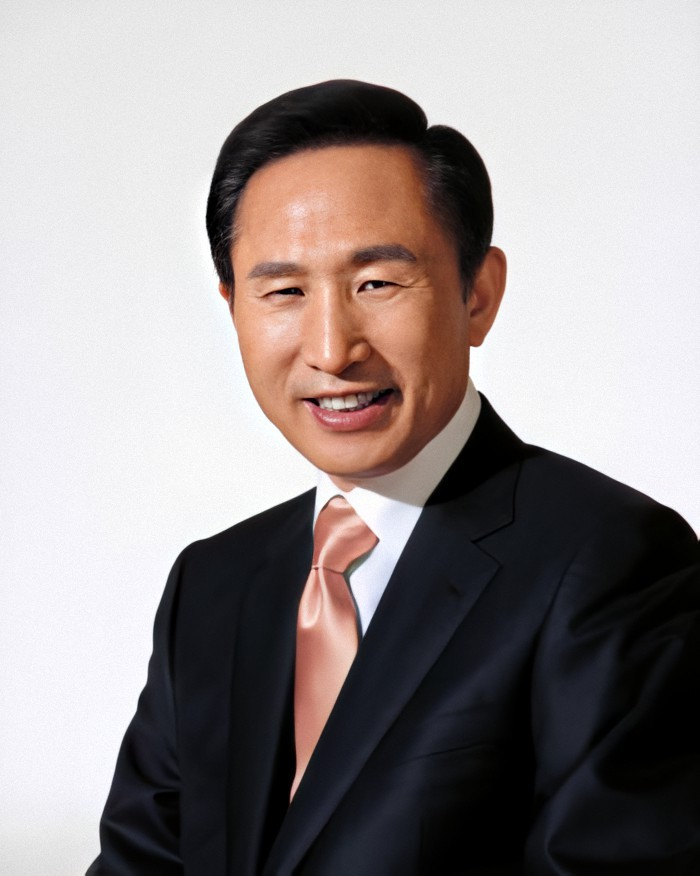
李明博

経済界出身の李明博大統領は「実用主義」＝現実主義の政策アプローチを標榜しており、対日外交政策においても硬軟おりまぜた現実的スタンスを採用している。李大統領の就任以降、靖国神社参拝を行わなかった福田康夫との日韓シャトル外交が復活した。また韓国では日本文化、日本食が売れ、さらに韓国企業に退職日本人技術者を招いている。

一方で、2012年には野田佳彦首相からの親書を返送したり、竹島への上陸や天皇への謝罪要求といった対日強硬外交を行った。
文在寅政権

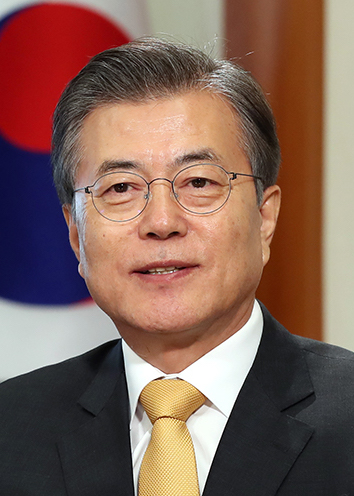
文在寅

日韓貿易紛争中、文在寅は日本が盗人猛々しいと発言した。
尹政権による脱反日の動き
反日の政治的利用や韓国国内世論に流されず、北朝鮮や中国との協調を重視する左派勢力・反日利用勢力と対決する大統領として、尹錫悦が登場した。尹大統は脱反日路線を掲げ、北朝鮮と連携しているような過激な反日親北の労組や市民団体への根絶に動いた。民主労総は、韓国労総、北朝鮮の朝鮮職業総連盟（職盟）も共同開催した「8.15全国労働者大会（南北労働者決議大会）」で米軍撤収、米韓同盟解体などを主張、連帯書と共同決議文を作成、従北主義論議を提起した。翌年の捜査で民主労総本部内にある支部の幹部ら2人が北朝鮮の指令を受け、反韓国政府活動をスパイ組織「自主統一民衆前衛」・その下部組織に所属していたことも判明した。正義記憶連帯（正義連。挺身隊問題対策協議会）を含む、文在寅政権下で多額の税金投入されていた市民団体にもメスを入れた。彼は韓国の反日について、「われわれの社会には排他的な民族主義と反日を叫び、政治的な利益を得ようとする勢力が存在する」と指摘し、反日の政治利用を批判している。彼は1965年の日韓国交正常化が韓国に与えた恩恵について、「（朴正熙大統領の）決断のおかげでサムスン、現代、LG、ポスコのような企業が世界的な競争力を備えた企業に成長することができた」とし、（日韓国交正常化が）経済成長の原動力になったと語った。日韓請求権協定も「韓国政府が国民の個人請求権を一括して代理し、日本の支援金を受領する」取り決めだとの認識を明言した。尹は自身が反日を政治利用しないことについて、「（反日を政治利用することは韓国）大統領としての責務を捨てることになると思った」と強調した。「韓国が先に障害物を取り除けば日本も呼応する」との認識を示し、それを実行して日韓交流を深めた大統領として、朴正熙、金大中を評価した。逆に韓国左派・野党共に民主党や市民団体は反日にしがみつき、尹大統領を攻撃し、反日感情を扇動している。
2023年8月15日という光復節（日本の朝鮮半島統治が終わった日）の演説でも、共産全体主義勢力が「民主主義運動家、人権運動家、進歩主義行動家」の振りをしながら、「虚偽の扇動と卑劣な工作」をしてきたとして、「私たちは決してこのような共産全体主義勢力、その盲従勢力、追従勢力（従北勢力）に騙されたり、屈服してはなりません」と表明した。演説では一切反日発言しなかった。アメリカ合衆国のABC放送は、歴代の韓国の大統領は光復節に日本へ非難・謝罪要求してきたことと比較し、尹大統領が日本は「普遍的価値を共有するパートナー」とし、「両国の安保は深く関わっており、共に歩まなければならない」との発言を報道した。これは後の日米韓の協力の深化や三カ国首脳会談に繋がったため、米国の官民やメディアから、国内での政治的損失よりも韓日関係の改善を優先した尹大統領について、「果敢な選択があったからこそ、今回の韓米日首脳会談が実現した」など高く評価する声が相次いだ。アメリカ合衆国の時事誌フォーリン・ポリシーは逆に文在寅前大統領について、「日本との関係改善に関心がほとんどなかった」と報道した。
2024年4月時点の尹大統領の支持率は3割台と低迷しており、国会選挙後で尹政権側は敗北したが、敗因は外交より、物価高騰など経済問題とされ、若年層の対日観も中高年層ほどには反日的でなくなっているとされている。
李在明政権
しかし、李在明が2025年大韓民国大統領選挙で当選した。李在明は、2016年に日本が敵性国家であるなどと述べている。

### 韓国左派(進歩陣営)による右派政権攻撃への反日利用
韓国に自首した元北朝鮮スパイのチョ・ザンファンは1974年5月15日東亜日報のインタビューで北朝鮮政府の反米から反日対南戦略転換したとの指令内容を暴露している。北朝鮮政府は朝鮮戦争後にまず反米世論喚起のための扇動を韓国国内で工作員や自国シンパにさせたが韓国人に効果が無かった。そのことから、新たな対韓戦略として韓国国内で国民的な反日運動を起こし、高まった反日感情を反韓国政府（反朴正煕政権）運動に誘導。それで、日本との関係を悪化させることで国際社会において韓国を孤立させ、吸収統一に導くことを命令されたと暴露している。
黒田勝弘は韓国の反日を理解する上で、民族主義は右派のモノだから右派の韓国人だけが反日的な言動をするという考えを放棄しないといけないと述べている。むしろ韓国の左派は日本よりも北朝鮮へのシンパシーを感じるほどの韓国の右派を越える民族主義な点、民族主義批判が基本の西欧の左派とは違うことを知ることが必要だと指摘している。韓国の右派も左派同様に民族主義ながらも大韓民国という国家を民族主義より上に置いている。黒田によると韓国の右派は親米で、好き嫌いは問わず中国には強く出れず、「学ぶところはある」が日本を好まず、日本よりも北朝鮮が嫌いなのが特徴である。韓国の左派は北朝鮮の主張する経済・安保的に依存する中国を除いた外国勢力排除に賛意を示し、李承晩が始めた大韓民国よりも北朝鮮に国家の正統性があるとするほどの極度民族主義で、彼らが主体となる時のデモは右派のよりも大規模化や長期的なのが特徴だと述べている。黒田は更に日本の左派も、日本の民族主義を批判するが、特に北朝鮮を支持してきたように朝鮮半島や中国の排外的なレベルの民族主義にもシンパシーを示す特徴があるとしている。黒田は韓国の右派も左派も最近の朝鮮戦争や併合以前の歴史を忘却したかのように中国に接するのに、日韓関係を安保上重視すべき韓国の右派まで反日迎合を行って国益を失っているとし、国民の反北朝鮮感情よりも反日感情が強くなることは支持層の減少という韓国の右派にとって危機を招くことなので、親米と反日は両立不可能なのに気づいていないことを批判している。韓国の右派は国民に結束力を生む民族主義を金日成など北朝鮮に取られ、左派の方が民族主義が強いことで思想的背景や理論的支柱が弱く、国益重視の対日言動への攻撃に迎合や逃避している度に言動の範囲を狭めて日韓離間勢力に攻撃の隙を与えていると述べている。
2022年7月の安倍元首相暗殺事件においても、韓国右派系の朝鮮日報のコメント欄にのみ追悼コメントへの共感が集まっていたが、それにさえも批判コメントがついていた。その他の主要メディアであるJTBC（韓国の左派的TV）・YTN（韓国の24時間ニュースチャンネル）・KBS（韓国放送公社）・MBC（文化放送 、公営メディア）のコメント欄は暗殺賛美など反日コメントが殺到し、それに多数のいいね・共感数が集まり、哀悼の言葉や生前の功績を評価するようなコメントは皆無という韓国に漂う反日の空気を示した。「日韓関係悪化の責任がある人物なので気の毒とは思わない」との非難や、安倍元首相暗殺犯を安重根になぞらえて美化したりとの反応が多数上がった。
韓国左派政治家では文在寅元大統領と李洛淵のみ、当たり障りのない内容で形式的な内容であるものの、一応は安倍元首相の冥福を祈るコメントを出した。具体的な内容として、李洛淵による哀悼表明はFacebookに「安倍元首相の冥福を祈る」「最近の米国でもそうだったが、安倍元首相襲撃でも私は民主主義の危機を感じる」と文大統領と同レベルの当たり障りのない内容だった。しかし、共に民主党権利党員だけが使用可能な「共に民主党権利党員掲示板」では李洛淵へのみ批判が殺到した。他の「共に民主党」の議員らも暗殺された安倍元首相を批判する意見を表明した。週間ダイヤモンド・オンラインは共に民主党は与党だった過去5年強固な反日姿勢を貫いていたために亡くなった安倍元首相への反日感情抑制が出来ないのだとし、大人気なく反日統制できない同党のレベルも低いと指摘した。
1985年三民闘（ 民族統一・民主争取・民主解放闘争委員会）共同委員長を務め、 米国文化院占拠事件を主導したことで投獄された運動圏（開発独裁時代の韓国における左派学生活動家）出身者で元韓国左派のハム・ウンギョンは、2023年韓国左派政党である 共に民主党の日本の処理水に関する「怪談」扇動していることについて、「反日感情を煽るという明白な意図を持って始めた戦い」と解説し、「科学対怪談の戦い」というよりも、「反日民族主義との戦いであり自由同盟を守る戦いだ」と語っている。彼は、反日民族主義を韓国へ広めたのは自分たち運動圏だとし、「 全斗煥政権と戦うためにあらゆる武器を探し、 主体思想(主体思想派)も持ち込んだが、最も役に立ったのが多数を憤らせる反日感情だった」と明かしている。そして、韓国には民族主義は百害無益だと反省したとし、血縁中心の民族主義なのは北朝鮮だけで十分とした。 
ソウル大学人文学部学生会長、 祖国統一汎民族連合（汎民連）韓国本部事務処長を務めた運動圏出身ミン・ギョンウ代案連帯代表も過去の「 狂牛病騒ぎ」の前例を挙げ、民主党の「汚染水」との主張は怪談扇動に過ぎないと批判している。ミン代表は進歩陣営(韓国左派)による2008年の狂牛病扇動や韓米FTA反対運動で疑念を感じ、進歩陣営批判的に転じた人物である。彼は狂牛病騒動について、韓国左派はファクト(真実)の話をしたことがないと指摘し、 李明博政権の退陣させるだけの目的で、韓国国民の健康は本心ではどうでも良いデモであり、「効果的に扇動に使ったなら、残りは気にしない」との当時の陣営内の様子を暴露している。

### スポーツにおける事例
「猿」は韓国人が日本人を侮辱するときに多用される表現である。2011年、サッカー選手奇誠庸はゴールパフォーマンスで「猿」の物真似を行った。
高佑錫は、2023 ワールド・ベースボール・クラシック韓国代表の合宿中にインタビューを受けた。そのとき、1次ラウンド・プールBの日本戦で大谷翔平に故意死球を当てると匂わせる発言をした。

### 日本大衆文化との関連
韓国は日本を通じて近代文化を摂取した側面を持ち、日本統治時代以降も一貫して日本文化の流入が続き、日本の影響は韓国社会に広く深く浸透している。しかし、1980年代まで韓国では日本の映画や音楽の流通や広告などマスメディアでの日本文化に関する表現は厳しく禁止されていた。ただし、実際には韓国南部では日本語放送を傍受できたほか、日本国内で録音録画したものが密輸入され海賊版として流通していた。一部のアニメは日本から輸入され、スタッフ欄、作品内の表現や文字を書き換えたり日本国旗を塗り潰して韓国旗を上書きしたりして、あたかも韓国内で作られた作品であるかのように修正され、或いは和服などの日本を連想させる描写をカット、或いはそのようなシーンを含む回を隠蔽・放送しない形で放送されていた。これらのアニメは手塚治虫作品など、日本国内でも高い評価を受けた作品が中心であり、韓国では公的には日本の大衆文化を排除しつつ、一般的な韓国人が気がつかない形で日本文化の摂取が行われていた。また日本統治時代の名残である日本の武道が韓国式にアレンジされる例もあった。日本文化の露骨な模倣が行われることも多々あり、その結果、韓国の大衆文化は現在でも日本の大衆文化との類似性が高い。以前はこれらの事情を知らない韓国人の間で、日本の大衆文化が韓国のそれに似ているのは前者が後者を模倣したためだという誤解も生じていた。その一方、日本文化の起源そのものが韓国であるから、模倣とは言えないとする主張(韓国起源説を参照)も一部で活発に唱えられている。この主張は日本の文化人などもすることがある。
1987年に日本語書籍、1992年に日本映画、1998年には日本のマンガが相次いで制限を解除され、2010年9月にはSKE48が「2010ソウルドラマアワード」授賞式で「強き者よ」「青空片想い」を日本語で歌う姿が韓国の地上波テレビで初めて生中継された。
他方、日本の自衛隊映画「亡国のイージス」に出演した韓国人女優チェ・ミンソが韓国で激しく非難されるなど、一部の韓国人の極端な反日感情は収まっていない。韓国の反日作品は大衆文化開放後も盛んに刊行され、人気を呼んでいる。ワールド・ベースボール・クラシック(WBC)で、韓国内で日本チームを応援するために日の丸を振った韓国人がいたが、即座に周りの韓国人に取り囲まれ、こづかれた。この様子は、YouTubeにて全世界に公開されている。反日デモでは、一部の団体が日の丸や日本の首相の写真を焼く事は日常茶飯事であり、日本の国鳥であるキジを大使館前で屠殺する事態も発生し、日本人はもちろん海外のニコニコ動画ファンも韓国人のキジ屠殺に激しく非難し、『日本はもう韓国に謝る必要はない』『日本を敵に回していいのかい?』などと反韓的な発言が見られ、対韓感情をより悪化させた。このような反日行動は結果として日本人の対韓感情を悪化させている。

### 韓国における反日デモ
韓国では、日本の在外公館や日本企業が入っている施設に侵入し、反日デモをおこなう例もある。産経新聞は、違法行為も辞さない過激な反日デモには北朝鮮支持を標榜する団体が深く関与していると報じた。首相や天皇の人型や、国旗の日章旗や旭日旗を燃やしたり踏み付けたりするなどすることが多い。韓国では公用の外国国旗を汚辱したり、訪問中の外国元首を冒涜することは刑法107条および109条で禁止されているが、昭和天皇や上皇明仁、あるいは現職や過去の著名な総理大臣の肖像画像、日本国旗・旭日旗に対して行われる汚辱や冒涜デモは罪に問われない。

### 意見
鄭大均は「反日は韓国のアイデンティティと不可分な関係があり、反日と無縁な韓国人はいない」と述べている。
反日種族主義の著者の李栄薫は、朝日新聞Globeのインタビューで以下のように語っている。韓国における反日主義は、「事実と関係のない偏見で日本を捉える集団的文化現象」であり、「韓国の民主化勢力(韓国左派)」が反日を政治手段としたことも大きく影響している。韓国の「朝鮮総督府による収奪」という反日的な虚偽主張や教育内容のルーツは、日本の左派や朝鮮総連系学者が由来である。そのため、韓国の反日について、日本の学界も責任を共有すべき問題と批判されている。事実に反した日本時代の朝鮮半島に関する記述が韓国では教科書で教えられてきた。多数の韓国国民は韓国教科書の内容を信じてきたが、李栄薫元ソウル大教授は1990年代初めから事実に反する教育内容であることを指摘しだした。韓国中からバッシングを受け、主要メディアも彼や彼と同じ主張をする研究者を「歪曲した主張」と攻撃するか、沈黙した。支持すれば次の選挙で落選するため、公開の席で李教授の主張を支持した政治家は一人もいなかった。その後に、韓国の歴史教育のでっちあげが知られ出し、2021年頃の教科書から、「土地の40％が日本に収奪された」「日本は、韓国のコメの半分を持っていった」との記述はなくなった。李教授は「私の主張が変化を促した」と語っている。
崔碩は「韓国の過激な反日感情は自然に発生した感情ではない。『反国家』韓国では、日本は『悪い国』だという情報だけが与えられ、人々が自然に『反日型人間』になるように仕組まれた『反日システム』という社会構造が形成されている。そこから利益を得ている人々（北朝鮮や日韓の左派など）がシステムを維持強化している」と述べている。
黒田勝弘は「韓国は世界で最も日本非難論が活発で、韓国マスコミは日本非難なら何でもありで、極端な比喩による感情的論評を書き、反日報道ではでっち上げなど内容が誤報と分かっても訂正はほとんどない。これは『反日病』だ」「韓国は、日本に対して執拗に過去史を追及し『謝罪と反省』を求めてきたが、中国とは1992年の国交正常化以来、首脳会談で過去史が問題になったことはない。中国は朝鮮戦争で北朝鮮を支持して軍事介入した南北分断固定化の元凶であるのに、韓国政府もマスコミも識者も誰も中国の戦争責任、侵略責任を語ろうとはしない」「韓国は中国が侵略戦争責任を追及しても応じないと分かっているので黙っているのだ。とすると結果的に日本のように応じると限りなく追及される」「経済や政治など実利のためには中国と仲良くし、ご機嫌をうかがわなければならないからだ」と述べている。
西村幸祐は「韓国にはタリバンのテロと本質的に同じ反日原理主義が根付いている。小中華思想からの日本人への蔑視感情がそのエネルギーの原動力になっている。韓国人の歪んだ歴史認識は、嘘を嘘と認めない彼らの文化から生まれたものであり、理性や論理を超越したところで仮想現実の構築に勤しんでいる。反日という宗教の原理主義が情報テロリズムという形態を取って日本に襲い掛かっている」と述べている。
鈴置は「韓国は、米中の間で上手に立ちまわって生き残るために、潜在的覇権国である中国には敵対せず、自分だけ「いい子」になり、日本を中国や米国と対立させて、日本を「バック・キャッチャー（「悪い子」、負担を引き受けざるを得ない国）」にして、中国の脅威を日本に向けさせようとしている」と述べている。
朝鮮日報の鮮于鉦は韓国の「相手が日本ならたたけばたたくほど支持する」大衆感情を背景に、韓国の裁判所が「反日冒険」をしていると批判し、「慰安婦制度は違法だ。であるならば賠償は当然で、判決は正当なのか？」「日本相手であれば一事不再理、時効、協定、証拠、判例、国際慣習法の壁まで簡単に越えていく」と論じている。
韓国人は日本関連の事案になると、「反日」の旗の下で団結する。外交官で元駐韓日本大使だった武藤正敏は「自国民が最も殺傷された朝鮮戦争や中国大陸に属国にされてきた歴史があるのに、中国が韓国人が好まない言動をした際の反発が韓国政府の一度の弱い抗議や世論もインターネットでの一時的な反発など限定的で卑屈とも取れる静かさ」なのに対して、日本関連で全く同じ言動を行った場合には大規模なデモや韓国政府の強硬発言などが起きるのを武藤は外交官時代から経験してきたと述べている。そのため、武藤は韓国の左派が反日デモを好んで行うことを考慮しても中国には韓国人が強い態度を取れないのは、韓国の右派も含めた国民的な募華思想や中国が自国の上の存在との認識が韓国人内部に無意識にあり、逆に同思想に置いて日本は格下であるからとしている。
シンシアリーは、「国内で牽制勢力が皆無なこと」が韓国における反共と反日の決定的な差だと結論付けている。韓国では反共、つまり北朝鮮への対応は右派左派で互いに牽制・マウンティングし合って対立しているが、反日については右派左派関係なく一致して日本を叩くために協力すると明かしている。例えば台湾では、日本統治時代を肯定的に評価・日本の主張を支持する言論に対して、批判する者もいるが支持や容認する者もいて日本に関しての言論の自由が守られている。それに対して、同じく自由主義陣営なはずの韓国では、日本統治時代に関する肯定的な言論・出版をすることや大局的・経済的・安保的な面から日本と過去の問題で対立しても最終的に韓国の国益にならないこと・韓国側の主張が間違っているなどの反日に批判・牽制の意見を持つ者は実名が大衆に発覚すると国民情緒法に基づく吊るし上げや法の不遡及を無視した刑事罰・賠償をされていることを知っているため、それを恐れて黙らざるを得ないと述べている。韓国では反日言動・言論に関しては台湾より、共産国家の北朝鮮・中国の言論統制状態に近いと述べている。
平井敏晴漢陽女子大学助教授は、「日韓の架け橋」という言葉を韓国に住むようになってから、積極的に使いたいとは思えなくなったと述べている。中央日報による2020年7月8日の報道では、日本に敵意を抱いている韓国人は71.9％で、対北朝鮮の65.7％を上回っている。平井はこれは日本の首相が安倍晋三以外の別の人になろうとも、差異が起こることはないと指摘してる。韓国社会の民族主義も高まっており、同調査で国際結婚家庭で韓国籍を持つ子どもたちのことを韓国人だと思えるか、という質問に肯定的な回答をしたのは、10年前の36.0％から17.0％と減少している。平井は「日韓の架け橋」ではなく、「無理して付き合いを深めるよりも、興味のある人が肩の力を抜いて往来し、互いに協力できることはそれなりにやればいい」と日韓は適度に距離を置いて、相手国を好きな人々のみが交流する程度がいい関係になると提言している。
2012年12月9日、朝鮮日報の金翰秀文化部次長が「日本では記憶歪曲の集団化が進んでいるため、韓国が教育し続けなければならない」と朝鮮日報に寄稿。
2012年9月25日、朝鮮日報の朴海鉉論説委員が「他人を踏み付けることに快感を覚える加虐本能が、日本人の遺伝子の中に今なお流れている」「日本文化には以前から猟奇的、怪奇的な要素が多かったが、それにしても最近の日本列島はついに巨大な虫に変化し始めたかのようだ」などの論説を朝鮮日報に寄稿。
2013年5月5日、朝鮮日報の金大中顧問が「日本は結局、世界一流の国ではなかった。非常に豊かでカネをよく稼ぎ、立派なふりをしていても、やはり日本は、周辺諸国を強奪・植民地化して侵略戦争を起こした前世紀の水準から脱しきれていない」と朝鮮日報に寄稿。
2014年、韓国国会議員の羅卿瑗(ナ・ギョンウォン)が、「政治家の立場では、日本と対立ばかりできないことも当然あるでしょうが、それでも日本は根本的に悪質だと思います。」と朝鮮日報のインタビューに回答。

### 韓国のアンビバレンスな対日感情
エドウィン・O・ライシャワーは、韓国人が日本へのアンビバレンスな感情を抱いていることを指摘している。
このエドウィン・O・ライシャワーの指摘に対して鄭大均は、「韓国人は日本への『強い怨念と裏腹』に『尊敬の念』を抱いていることを、ライシャワーが指摘したことの意義は大きい。韓国人と日本人の眺め合いや相互イメージに見てとれるアンビバレンスの性格は、無視・軽視されることが多いからである」「日韓の眺め合いをテーマにした戦後の議論は、このアンビバレンスの一方にのみ依拠して日本の加害者性や差別性を語ろうとした。この分野を代表する旗田巍、梶村秀樹、和田春樹、高崎宗司といったリベラル系研究者たちは、たとえば日本統治期の韓国人の思考や感情を語るとき、韓国人の日本に対する『恨』や『抵抗』は語っても、『憧憬』や『協力』や『暗黙の了解』を語ることはしなかったのである。日本に対する『尊敬の念』に言及したライシャワーの指摘は、その意味で貴重である」と述べている。

#### 韓国の反日・対日二重基準
日本国外での現象については、日本・日本人・日系人・日本文化・日本製品などを排斥・非難する行為を形容する語として用いられる。鄭大均は2012年時点に韓国では安全保障や北朝鮮・中国・親北勢力の日韓離間を警戒すべき右派の大統領や政府の方が人気取りで反日をしてきたと述べている。そのため、韓国国内が北朝鮮や中国には沈黙するが、枝葉末節で韓国の安保の後方支援を担ってきた日本には韓国支援世論の激減を招くような言動をするようになっている。このように反日自体が目的になるほど過激化が進んでいて、金日成の「韓国はアメリカと日本という2本の冠のひもによって維持されており、このうち1本が切れただけでも冠が飛んでいくように韓国は崩壊してしまうというものだ。」という冠のひも戦術が既に成就出来る段階になってしまったと嘆いている。冠のひも戦術は金日成時代からの日米韓離間のための戦略になっていてるが、日本の右派や韓国左派主導の反日に批判的な一部の在日韓国人・韓国人らは韓国の対日姿勢から冠のひも戦術を実践しているのではと懸念を表明している。
アメリカのシンクタンクでは2019年に韓国の反日が日米韓安全保障にまで及んでいることにアメリカ政府内で懸念があり、日韓軍事情報包括保護協定破棄は日本の後方支援によって存在・維持されている在韓米軍撤退・米韓同盟破棄へ繋がると指摘している。
朝鮮日報によると親北団体以外の左派団体の反日デモでも、北朝鮮・中国の利益となるために北朝鮮が韓国に要求している日韓軍事情報包括保護協定（GSOMIA）破棄要求が堂々と主張されるようになった。日米韓の安全保障協力を望むアメリカ政府は破棄の動きをちらつかせる韓国の文在寅政権に対して、そのまま延長するように警告したが、2019年8月22日に韓国政府は破棄を発表した。
毎年天皇誕生日には、日本大使館主催で天皇誕生日祝賀レセプションが開かれている。ソウルにある在韓日本大使館でも開催されているが、大使館前で天皇の写真を燃やしたり、裂くパフォーマンスが行われている。
朝鮮日報は2018年に韓国は日本との合意や約束を覆すことを「大したことない」「これまでのパターン通り時間が経てば解決するだろう」と軽視する正常性バイアスに陥って、日本の対韓国世論が「韓国から離れよう」とのムードになっていることに多くの韓国人が気づいていないと指摘している。金泳三大統領の「日本の性根をたたき直してやる」、金大中大統領による日本人を拉致した北朝鮮工作員の辛光洙を日本側の要請を無視した北朝鮮送還、盧武鉉大統領の「外交戦争も辞さない」発言などによって、国際社会で影響力を持つ日本による、多くの韓国人が気づいていない支援中止などの対抗措置を受けたように韓国側が反日の代償を支払うことになると警告している。韓国国内にも反日よりも北朝鮮・中国への対抗を優先する韓国保守派の一部からは、中国や北朝鮮には限りなく寛大、卑屈で反日反米な外交とそれを支持する同国民に批判がある。
2019年に韓国の与党・共に民主党のシンクタンクが民主研究レポートとして、日韓対立は中道層にも受けが良くて2020年の総選挙で共に民主党に有利だが、与党指導部中心に行われた第一野党・自由韓国党（現・国民の力）への「親日批判」は与党の支持層を結集させる効果はあるが、支持層を拡大させる効果は大きくないと報告していたことが判明して大きな波紋を呼んだ。自由韓国党のスポークスマンは「大統領、大統領府、共に民主党が反日を助長し、何故、竹槍だ義兵だ騒いだのか。この報告書を見ると全てのパズルが合う」と批判した。正しい政党のスポークスマンは「国が滅びようが、国民が死のうが、総選挙だけ勝てばという発想が驚くべきだ」「反日感情を作って総選挙の材料として活用する共に民主党」と批判した。民主平和党代表も「共に民主党の公式謝罪が必要であり、(シンクタンク)トップを直ちに解任しなければならない」 と批判した。
西野純也教授は、韓国政権の言動を反日とか親日というのは正しくなく、よく言えば現実主義者、悪く言えば「韓国国民の顔色をうかがうポピュリスト」として韓国政府の言動を全て『反日』か『親日』と区分する意見に反駁している。
朝鮮日報によると、否定出来ない韓国の歴史的事実として、独立後も法的に日本文化など日本関連を禁止をしながらも日本を「習作」「参考」、正確には日本の模倣や盗作をあらゆる分野でしてきた。しかし、韓国人は現実の日本を見ることを望まずに、反日主義維持のために想像の「日帝」「外勢」に対する「独立運動」の永続を意識的・無意識的に望んでいると指摘している。1998年金大中大統領が「日本の大衆文化」を公的に解禁したが、実態はそれ以前から韓国人は日本のモノを享受していた。朝鮮日報は、韓国企業が日本企業からの技術供与を受けていたこと、日本文化が公式禁止されて韓国アニメとされていたことで韓国人はマジンガーZを日本のアニメと知らないことも指摘している。朝鮮日報は、上記のような韓国人に普遍的に見られる日本に対する二重基準姿勢を批判し、その最たるモノとして反日スローガンを唱える正義連や文在寅政権などが悪用してきた反日主義を韓国国内から追放する必要性を指摘している

### 韓国国民の対日意識調査
韓国国民の対日感情に関するアンケート調査結果を以下のように推移している。
1984年
朝日新聞社と韓国の東亜日報社の共同調査では、1984年は「日本が好き」が23%、「嫌い」が39%、「どちらでもない」34%であった。
1995年
朝日新聞社と韓国の東亜日報社の共同調査は1984年以降、1988年、1990年と不定期に継続されたが、慰安婦問題などによって対日感情が悪化し、1995年の調査では「嫌い」が69%、「好き」が6%になる。
2004年
韓国中央日報社が調査期間は2004年8月19日〜9月10日、20歳以上の男女1200人を対象をとした世論調査を2004年9月22日に発表した資料を下に示す（括弧内の数字は100分率を示す）。
| 好きな国 米国 (14%) 豪州 (14%) スイス (14%) その他 (58%) | 嫌いな国 日本 (41%) 米国 (24%) 北朝鮮 (11%) その他 (24%) | 見習うべき国 日本 (33%) 米国 (14%) 中国 (11%) その他 (42%) | 経済協力すべき国 中国 (44%) 米国 (29%) 日本 (15%) その他 (12%) |

2005年
韓国の安全保障を脅かす国
CBSラジオの世論調査(526人を対象)によると「韓国の安全保障を脅かす国」として右の結果となっている
2008年
2008年「中央日報」に掲載された世論調査の結果。
- 「最も嫌いな国」1位は日本(57%)、2位は中国(13%)、3位は北朝鮮(10%)。
- 「最も好きな国」1位は米国(18%)、2位はオーストラリア(14%)、3位スイス(9%)。
- 「最も見習うべき国」1位は日本(24%)、2位は米国(18%)、3位はドイツ(9%)。
- 「経済的に最も協力すべき国」1位は米国(42%)、2位は中国(38%)、3位は日本(6%)となった。

2008年「京郷新聞」が世論調査機関に委託した調査の結果。
- 「最も好感を持つ国」1位は米国（45.4%）、2位は中国（15.2%）、3位は日本（11.7%）、4位はロシア（8.1%）、5位は北朝鮮（4.0%）。
- 「最も脅威となる国」1位は日本（35.1%）、2位は米国（23.8%）、3位は北朝鮮（20.1%）、4位は中国（19.2%）。
- 「韓国の国益のために親しくすべき国」1位は米国（49.8%）、2位は中国（22.9%）、3位は北朝鮮（9.3%）、4位は日本（3.3%）。

2010年
2010年のNHKとKBSによる共同世論調査では、日本を「嫌い」「どちらかといえば嫌い」の合計(a.)が、1991年、1999年の過去のNHKの調査と比較して、年を経るごとに増えている。しかし、その内訳では、「嫌い」が減少して、「どちらかといえば嫌い」が増加し、(a.)の8割を占めている。
| 項目                 | 2010年 | 1999年 | 1991年 |
| -------------------- | ------ | ------ | ------ |
| 好き                 | 2%     | 5%     | 6%     |
| どちらかといえば好き | 26%    | 31%    | 33%    |
| わからない/無回答    | 1%     | 0%     | 3%     |
| どちらかといえば嫌い | 57%    | 44%    | 37%    |
| 嫌い                 | 14%    | 19%    | 21%    |

また、日本を「好き」「どちらかといえば好き」と答えた年層別の割合(b.)は、40代から60代で減少している。一方で、20代と30代の若者層では、(b.)は、調査年による変化がほぼ無く、他の年層より比較的高い。
| 年層     | 2010年 | 1999年 | 1991年 |
| -------- | ------ | ------ | ------ |
| 20代     | 42%    | 40%    | 37%    |
| 30代     | 35%    | 36%    | 41%    |
| 40代     | 25%    | 37%    | 37%    |
| 50代     | 20%    | 33%    | 38%    |
| 60代     | 17%    | 25%    | 37%    |
| 70代以上 | 17%    | -      | -      |

## 朝鮮民主主義人民共和国
北朝鮮は日本人拉致などの対日有害活動を行っている。工作員の活動の土台となる人間を「土台人 」という。在日本朝鮮人総聯合会（朝鮮総連）は学習資料に「日本は敵」と記述している。
2003年11月4日に行われた国連総会の本会議で、日本代表が朝鮮民主主義人民共和国を「North Korea（北朝鮮）」と呼んでいた為か、北朝鮮代表の次席大使は日本の蔑称であり、日本人に対する差別用語でもある「ジャップ」という発言を何度も繰り返し、これを日本の次席大使が非難すると、国連総会議長ジュリアン・フントも、「総会場でこのような言葉を使うべきではない」と、北朝鮮側に対し注意を行った。
2017年9月、北朝鮮の対外窓口機関である朝鮮アジア太平洋平和委員会は日本が度重なる国連制裁に便乗したとして「日本はわが国の近くに存在する必要ない」「日本人を叩きのめさなければならない」「日本列島四島を核爆弾で海に沈めなければならない」と声明した。また、英語版では「ジャップ」が使われ、朝鮮語ではジャップと同じく日本人に対する差別用語である「チョッパリ」も使用された。日本政府はこれに「極めて挑発的な内容で言語道断」と抗議した。
北朝鮮では、国家の樹立者である金日成が朝鮮独立運動の民兵司令官であったこと、および自国の独裁政権への不満をそらすために、アメリカと並んで日本への侮蔑意識をあおるプロパガンダが随時流されている。北朝鮮国内で反日ドラマ・反米ドラマが放映しており、内容は現実で起こらなかった虐殺描写なども描かれている。教育においても金日成の朝鮮独立運動における役割をきわめて誇大化した内容が教えられている。反日宣伝の一方で、金日成・金正日親子を崇拝するプロパガンダも流されている。
1993年8月31日の北朝鮮の日刊政府機関紙である『民主朝鮮』には以下のことが書かれている。

## 中華民国（台湾）

### 概要
台湾では戦時中、日本の植民地支配の歴史問題や慰安婦問題、尖閣諸島の領土問題などから、反日感情を持つ人々もいる。蔡亦竹によると、国共内戦後、中国から台湾に逃れた少数派の中国国民党は、多数派の元日本国民であった台湾人に「われわれは対日戦争に勝って台湾人を二等国民の扱いから解放した」と主張することで、自らの高圧的統治を正当化した。また、台湾人アイデンティティを喚起する恐れがあるため、元々台湾人のみに共有された、日本文学、日本映画、テレビ番組などは推奨しなかった。1972年の日中国交正常化に伴い、台湾は直ちに日本に国交断絶を宣言したが、中国との国交樹立は裏切りであり、この年に台湾政府は一切の放送で日本語を禁止にし、日本映画の輸入もご法度になり、1980年代末にようやく禁制が緩くなったが、薬師丸ひろ子が台湾で映画宣伝をおこなった際は、日本語ではなく英語で司会者とやり取りをおこなったほどであり、「日本追放」の全面解除は1993年まで待たねばならず、蔡亦竹は「今、台湾は親日的な国柄で知られている。しかし、このような理由からわれわれ40代の人間は中学校まで日本を悪者として教育されていた」と述べている。
尖閣諸島の領有権を巡る問題や台中関係における日本の外交姿勢などが論じられる事がある。尖閣諸島を台湾の領土と主張する運動である保釣運動など日本政府に抗議しているものも存在している。2008年6月13日、劉兆玄行政院長は立法院の答弁で「問題解決の最終手段として開戦も辞せず」と戦争の可能性を示唆したが、その日の晩に行政院は、行政院長の発言の趣旨について、外交処理を優先し、日本と開戦するとは言っていないとする見解を出している。
また日本統治時代の差別・圧迫を強く記憶している本省人、先住民や日本軍の慰安婦として性的搾取を受けたとする女性たちを中心に、日本の植民地統治への反感も存在しており、日本政府に対する訴訟や抗議なども行われている。2007年の安倍晋三首相の慰安婦に関する発言に関しては、台湾政府も元慰安婦たちの圧力に押されて抗議声明をだした。
麻生太郎外相（当時）が2006年に講演で植民地支配下で台湾の教育水準が向上したなどと述べたことについて、台湾の英字紙『タイペイ・タイムズ』は「麻生外相の発言(それ自体)はその通りであり、抗議するには及ばない。日本の為政者から発せられる冷淡で無思慮なコメントは日本の友人の好意を損ないかねないという点を東京は考慮すべきであろう」「日本の植民地時代を過ごした台湾人には、懐旧の念とほろ苦さのこもごもの思いを持つ人がよく見受けられる。これは自然なことである。日本人が国家として台湾の発展に貢献した多くの良い側面があるのは疑う余地がない」という社説を掲載した。

### 世論調査
2009年4月、財団法人交流協会が実施した初の台湾人対象の対日意識世論調査では、「日本に親しみを感じる」が69%で、「親しみを感じない」の12%を大きく上回った。「最も好きな国」としても38%が日本を挙げ、2位のアメリカ（5%）、中国（2%）を大きく上回った。2010年度「台湾における対日世論調査」では、「日本に親しみを感じる」が62%で、「親しみを感じない」の13%を大きく上回り、「最も好きな国」としても52%が日本を挙げ、2位のアメリカ（8%）、中国（5%）を大きく上回った。
2021年8月10日、台湾のシンクタンクである台湾制憲基金会が実施した台湾の世論調査結果を発表し、アメリカに好感を持つ人が75.6%、日本に好感を持つ人が83.9%、中国に好感を持つ人は16.4%にとどまり、9割近くがアメリカや日本と正式な外交関係を構築することを支持した。
『ワシントン・ポスト』は、「台湾は、1895年から1945年まで日本の占領下にあったにもかかわらず、アジアにおいて稀有な親日感情を抱き続けている。台湾人の年輩者らは未だに日本語と日本文化に大変な共感を示す。台湾は毎時200マイル走行が可能な日本の弾丸列車を30億ドルで導入し、先月（試験走行を）開始した。また、日本政府は、12月に台湾の李登輝元総統（彼は日本で教育を受け、親愛の念を抱く大学時代の元教授と再会を果たした）に観光ビザを発給したが、中国側はこれに激しく反発した」と報道した。

### 中華民国（台湾）の政治における対日感情
かつての国民党独裁政権下においては、日本の中国侵攻による大陸の被害を重視した教育がなされていたが、李登輝総統以降の台湾民主化による反動、および李自身が日本の台湾統治を肯定していたこともあり、「親日」的な学者の勢力が増大し彼らによる日本統治時代についての肯定的な発言などが表立って唱えられるようになった。李政権時代に採用されていた台湾の歴史教科書では、日本統治時代に台湾の経済基盤の整備や教育の普及、衛生環境の改善などの近代化がなされたと記述されている（認識台湾）。李登輝は2009年の講演において、「あなたたちの偉大な祖先の功績を知り、誇りに思ってほしい」と訴え、台湾が日本統治下にあった時代に、日本人技師らの貢献でインフラ整備などが進められたことを説明し、「公に尽くし、忠誠を尽くした偉大な祖先が作り上げてきた日本精神を学び、あなたたちも大切にしてほしい」と発言した。また李登輝は、日本統治時代に台湾人が学んで純粋培養されたのは、「勇気」「誠実」「勤勉」「奉公」「自己犠牲」「責任感」「遵法」「清潔」といった「日本精神」であり、国共内戦後に中国大陸から来た国民党は、自分たちが持ち合わせていない価値観だったので、「日本精神」を台湾人の持ち合わせている気質だと定義して、これらの言葉が広まり、台湾に浸透した「日本精神」があったからこそ、台湾は中国文化に吞み込まれずに近代社会を確立できたのであり、台湾人の親日の背景にはこうした歴史的経緯があると述べている。また李登輝は、日台は現在のところ正式な外交関係がないため、経済・文化交流を強化すれば良いという意見が多く、経済・文化交流を促進して、日本人と台湾人の心の絆を深めることは重要であるが、日本人が中華意識に囚われて台湾を軽視した場合、日本は地政学的危機に陥ってしまい、まさしく日台は生命（運命）共同体なのであり、このことを日本人は常に意識して欲しいとしている。
かつて馬英九総統の外交政策・対日戦略のブレーンで中華民国総統府国家安全会議諮問委員を務めた楊永明は、「一般的に言って、日台間では相互に友好感情が存在するという基本認識がある。台湾はおそらく世界で最も親日的な社会であり、日本でも台湾に対する好感が広範に存在するのである」と指摘している。同じく中華民国総統府国家安全会議諮問委員（閣僚級、日台関係担当）を務めた李嘉進は、「日台は『感情の関係』だ。普通の外交関係は国益が基本だが、日台は特別。お互いの好感度が抜群に高い。戦前からの歴史が育てた深い感情が出発点となっている」と発言している。
2006年10月9日、陳水扁は中華民国国慶日の式典に出席するため訪台した日華議員懇談会のメンバーと会見し、その席で北朝鮮が同日に地下核実験を実施したことを強く非難するとともに、日本とアメリカとの軍事交流を強化して、両国と準軍事同盟を構築する必要性を強調した。

## 東南アジア
東南アジア各国は前述のBBCの調査結果によると日本を高評価しており、また日本の外務省が東南アジア諸国連合の各国（一カ国約300名）に世論調査（Ipsos香港社に調査依頼）をしたところ、「最も信頼できる国」として日本はトップ（日本33%、米国16%、中国5%、韓国2%）であり、一般的には東南アジアは日本や日本人への感情は良好な国々である。

しかし、第二次世界大戦における日本軍の東南アジア侵攻と占領統治の影響で、東南アジアの住民の間にも日本による占領統治への批判や感情的軋轢も存在する。軍政への批判としては、いわゆる慰安婦問題、捕虜や現地住民に対する大小の虐殺・虐待、皇民化教育、ヨーロッパ宗主国(イギリス・オランダ・フランス)と大日本帝國陸海軍による二重支配がしばしば提示されることもある。また、現地で中国語を扱うマスメディアは、中華人民共和国（北京当局）に配慮して反日的な論調を出したり、民間華僑団体による反日的な内容の広告を受け入れたりすることがある。
フィリピンは国土が大規模な戦場となりマニラ大虐殺など戦争の直接の被害を受けたこともあり、他の東南アジア諸国と比較すると日本軍の統治や戦争被害への反感がある。フィリピンはアジアの中では例外的にカトリックが古くから定着し(約8割、キリスト教で9割以上)第二次世界大戦前のスペイン・アメリカ支配が圧政を伴いながらも浸透していたこと、侵攻した日本軍が国土の約3割しか制圧できなかったこと、27万もの反日ゲリラが組織され存命中の彼らやその家族が日本を受け入れがたい心情を抱いている事、また旧ケソン政権の通貨を廃止し軍票を大量に発行して貨幣経済を混乱に陥れたことなど統治軍政に失敗したこともあり、旧日本軍に対する評価は高くない。また、戦前、フィリピンで建設業等に従事した日本人労働者と現地女性との間に生まれた日系フィリピン人は、戦後、数十年にわたり強い反日感情の中、身を隠して厳しい環境の中で生活を余儀なくされてきた。しかし1980年代までには戦後の反日感情は緩和しており、日系フィリピン人会の運動は表立って活発化することが可能となった。近年では、前述のBBC等の調査によればフィリピン国民は概して日本・日本人へ好感を持っている結果(「日本は好影響約70%」対「日本は悪影響約10%」)が出ている。
2012年12月9日、フィリピンのアルバート・デル・ロサリオ外務大臣 (フィリピン)は『フィナンシャル・タイムズ』のインタビューに対して、「フィリピンはこの地域でバランスを保つ要素を探しており、日本は重要なバランサーになり得る。フィリピンは、これ（日本の再軍備）を歓迎する」と述べ、南シナ海で中国と領有権をめぐり対立しているフィリピンが、中国を牽制するため、日本の再軍備を歓迎すると表明し、インドネシアの外務大臣 (インドネシア)も同様の態度を示した。『フィナンシャル・タイムズ』アジア版のデビッド・ピリング編集長は、「当時、暴行や虐殺が普遍的だった日本による侵略の歴史はフィリピン人の記憶の中に鮮明に残っているはずだが、アルバート・デル・ロサリオ外務大臣 (フィリピン)はそれについて大したことではないと表明している。かつて大日本帝国に蹂躙された国の多くは、韓国のようには日本に恨みを抱いていない」と述べている。
アメリカ合衆国国務副長官だったリチャード・アーミテージは、「世界でどの国が優れているか聞いた調査によると、アジアの人々の82%が『日本』と回答しました。彼らは（第二次世界大戦の）日本軍による占領は独立への機会になったと考えています。日本は文化、政治、安全保障の面でも優れた模範を提供でき、その役割は高まっているのです。日本はこの現状をゆったりと構えてとらえ、もっとアジアに関わっていくべきです」と指摘している。
2021年2月16日、シンガポールのシンクタンクであるISEASユソフ・イサーク研究所がASEAN加盟国を対象とした調査結果をまとめた報告書を発表したが、日本は「最も信頼できる強大国」（67.1%）「最も好きな旅行先」（30.2%）で1位に選ばれており、「米中の対立でASEANが直面している潜在的リーダーシップの空白を、ソフト・パワーの強い日本は埋めることができる」と評している。

## ロシア
ロシアは北方領土問題などで日本大使館などに対して抗議集会が起こった事があった。
両院に議席を持つロシア自由民主党が長年反日的な内容の主張をしており、党首のウラジーミル・ジリノフスキーは日本の北方領土返還運動に対して懲罰として東京に核爆弾を落とすべきなどの発言をしている。

## 欧州
第二次世界大戦では、旧日本軍はイギリス・オランダ・フランスの植民地を攻撃し、アメリカ合衆国、1945年からはソビエト連邦とも戦闘状態に陥った。そして日本に対する反感は日系人に向けられ強制収容された。日本側における連合国軍側兵士の捕虜の取り扱いについては、戦後の東京裁判において捕虜への虐待や必要以上の重労働への動員などが取り上げられた。今日でもイギリスを始めとする関係国では、戦時博物館などに於いて日本軍との戦闘に関する資料が展示され、学校教育の一環で見学者も絶えない。高齢者を中心として、一定のネガティブな印象を持つ人々がいる。
オランダは17世紀から日本と交流関係を持っているが、現在でも反日感情が見られる国の一つでもある。1971年の昭和天皇のオランダ訪問の際に卵が投げつけられたり、手植えの苗を引き抜かれたりした。また、1960年代中頃一人の日本人作家がアンネ・フランクの家近くの書店にてアンネ・フランクに関する資料を探したところ、客の一人の老婦人から「アンネの悲劇はナチス・ドイツと手を組んだ日本にも責任がある」と激しく非難された。1986年にはベアトリクス女王の訪日が国内世論の反発により中止され、昭和天皇崩御後の1991年の訪日の際には、宮中晩餐会で『（日本のオランダ人捕虜問題は）お国ではあまり知られていない歴史の一章です』とのスピーチがあった（→オランダ#歴史）。
ヨーロッパに限らず、第二次世界大戦に巻き込まれた国家の反日感情の心底には天皇制が残された事や、大日本帝国の国家元首かつ大元帥だった昭和天皇が戦後も引き続き天皇の地位にあった事も要因に挙げられることがある。第二次世界大戦当時、イギリス、オーストラリア、ソ連、中華民国などの政治家や民衆は昭和天皇の戦争責任を主張していたが、ダグラス・マッカーサーの政治的思惑で昭和天皇の訴追が却下された。近衛文麿元首相や昭和天皇の弟宮でもある三笠宮崇仁親王は天皇制は維持するものの、昭和天皇自身は退位して皇太子に譲位するような工作を検討したがマッカーサーや吉田茂首相は昭和天皇の退位に反対し、そのまま天皇として在位させ続ける事を主張した。マッカーサーが占領政策に天皇を利用すべきと、アメリカ議会や他の戦勝諸国の反対を押し切って戦犯に指名されなかった。この経緯から朝鮮半島、台湾、中国、東南アジア、アメリカ、イギリス、オランダや日本国内では天皇に対して敵意や憎悪を持つ者も存在する事が明らかになっている。

## アメリカ合衆国

### 日本人移民の排斥
アメリカにおける日本人移民排斥は，カリフォルニア州を中心とする太平洋岸に4000人程度の日本人が移住しているにすぎない1890年代にすでに始まっていた。主な原因は、人種差別と経済的理由である。第二次世界大戦中、日系人の強制収容が行われた。この際、同じく枢軸国で大戦を戦ったドイツおよびイタリアに起源を持つドイツ系アメリカ人、イタリア系アメリカ人の強制収容は行われなかった
- 1870年：帰化できる要件を、「アフリカ系」まで含める帰化法の改正Naturalization Act of 1870（英語版）が制定されるが、この際チャールズ・サムナーが提案した、出身の要件を廃止する事は退けられる[216]。
- 1882年：中国人排斥法（東洋系移民に対する差別法の端緒)。アメリカへ入国できなくなった中国人に代わって、日本人移民が増え始める。
- 1900年：カリフォルニア州で日系人の漁業禁止法が提案される。
- 1903年：日本メキシコ労働組合（アメリカで働く両国民合同の組合）の全米労働者連盟への支部申請に対し、同連盟から加盟の条件として日本人を排除することが要求されたが、同組合のメキシコ側代表がそれを飲まなかったため、申請が却下される。
- 1904年：中国人排斥法に日本人と朝鮮人を加えるよう動議される。
- 1905年：日露戦争終結。有色人種の東洋人である日本が西洋人に勝利したことにより、以前からくすぶっていた黄禍論が西洋社会を席巻する。アジア人排斥同盟が結成される。
- 1906年：日本を仮想敵国としたオレンジ計画始まる。サンフランシスコ教育委員会（英語版）が中国人と同様に、日本人と朝鮮人にも学生隔離命令（英語版）（白人から離し、集中隔離する差別措置）を出す。
- 1907年：サンフランシスコで反日暴動。日本人移住者が多かった同市とロサンゼルスは排日の本場となり、漁業禁止法や修学拒否などさまざまな日系人排斥運動が勃発する。メキシコ，ハワイ，カナダ在住日本人のアメリカ本土入国禁止[要出典]。日米紳士協約調印[217][218]。
- 1908年：日米紳士協約により、日本はごく少数を除き米国への移民を禁止、アメリカ側は排日法案を作らないことを約束。同年秋、世界一周を名目に、アメリカの海軍力を誇示するため艦隊グレート・ホワイト・フリートで日本に来航。
- 1913年：紳士協約を破り、アメリカで排日土地法が発令。
- 1918年：第一次大戦終結により大量の兵士が帰国し、底辺の仕事を奪い合うことになる新移民、とくに東洋人への排斥運動がさらに激化する。
- 1920年：さらに厳しい排日土地法発令。
- 1921年：カリフォルニア州で排日運動が激化し、日本人農業労働者150人が放逐される[219]。
- 1922年：帰化資格のある外国人男性と結婚したアメリカ人の市民権を保障する法律Cable Act（英語版）成立。白人、アフリカ系以外の帰化資格のない外国人との婚姻では市民権剥奪[220][221]。
- 1924年：排日移民法成立。WASP以外の移民を制限するための移民法のため、カソリックやユダヤ教の多い東・南欧や南米などからの移民も含まれていたが、東洋人のみを帰化不能外国人に指定したうえ、日本人移民が本格化する前の1890年の国別移民人口比を敢えて基にして移民数を制限するなど、排日色が明白であったため、日本政府は抗議の提案書を米政府に提出し交渉を続けたが退けられた（この国別割当法は1965年まで続いた）。
- 1939年：第二次世界大戦勃発。
- 1941年：中国人排斥法撤廃。
- 1942年：日系人の強制収容始まる。
- 1945年：第二次世界大戦終結。
- 1946年：日系人の強制収容解かれる。
- 1952年：移民国籍法成立。帰化要件から出身地が独立以来初めて除かれる。

以降については、アメリカ合衆国の人種差別を参照。 

### ジャパンバッシング（貿易摩擦）
アメリカ合衆国の自動車産業は、1980年代、小型低燃費な日本車の輸入がオイルショックの追い風もあり壊滅的打撃を被っていた。アメリカの農家からは日本の農家保護を目的とした輸入制限措置により、不満が噴出していた。そのため次第にアメリカ内の国民対日感情は悪化していった。また1987年に東芝機械がソ連技術機械輸入公団への取引の件について、対共産圏輸出統制委員会（略称「ココム」。1994年解散）の協定に違反したことが問題視された。尚、当時、日本の商業捕鯨を停止させる目的で自然保護団体と環境ロビイストに押された議員などが日本批判のキャンペーンを実施、これに貿易不均衡に不満を持つ業界団体を加えて、大規模な反日キャンペーンが方々で開催された。この中には、日章旗を燃やしたり、日本製乗用車をハンマーで叩き潰すといった過激なパフォーマンスが行われた。ただし、これらのパフォーマンスは反日の個人の行為であり組織的なものではないという指摘もある。（→捕鯨問題）

### 現代
2005年の中国のデモと同時期に、中国系、韓国系アメリカ人により国連本部前でのデモが行われた。
アメリカ合衆国の政治家ドナルド・トランプは、「日本はアメリカ合衆国に何百万台もの車を送ってくるが、東京でシボレーをみたことはあるか？」などと発言した。
クリーブランド・クリフスのCEOは、「中国は悪だ。中国は恐ろしい。しかし、日本はもっと悪い。日本は中国に対してダンピング（不当廉売）や過剰生産の方法を教えた」、「日本よ、気をつけろ。あなたたちは自分が何者か理解していない。1945年から何も学んでいない」などと発言した。
アメリカにおける各種世論調査では反日感情は特に見られない。ギャラップによる「アメリカ人の最も好ましい、好ましくない国」アンケート2008年度では1位のカナダ92%、2位のイギリス89%、3位のドイツ82%に次いで日本は80%が好ましいとする回答結果が出ている。2010年度調査では1位のカナダ90%、2位のイギリス87%、3位ドイツ80%に次いで日本は77%が好ましいとする回答結果が出ている。2009年に外務省が米国で実施した対日世論調査では、日本を「信頼できる」と答えた人が一般市民で80%、行政や財界などに関係する有識者で91%、「アジアで最も重要なパートナー」を質問したところ、日本を挙げたのは一般市民と有識者でそれぞれ46%と44%でいずれも1位であり、2位の中国もそれぞれ39%と42%だった。ギャラップの2021年度の日米関係に関する世論調査によると、アメリカ人の日本に対する意識は圧倒的に好意的な状況が続いており、好意的が84%、非好意的が17%であり、ギャラップは「一般的にアメリカ人は重要な同盟国日本に対して高い敬意を払っている。2月に実施した調査では、84%のアメリカ人が日本に対して“非常に”、あるいは“最も”好意を抱いている。1996年以来、一貫して大多数のアメリカ人は日本を好意的に見ている」と指摘している。国別でみれば、アメリカ人の好意度ランキングでは、トップがカナダ、2位がイギリス、3位がフランスで、4位が日本である。アメリカ人にとって日本はアジアで最も評価が高い国である。民主党支持者の84%、共和党支持者の80%、無党派の86%が日本に対して好感を抱いている。アメリカ人男性の86%、アメリカ人女性の80%が日本に好意を抱いている。白人の85%、非白人の79%が日本に好意的と答えている。教育水準で見ると、大卒以上では好感度は92%と異常といえるほど高く、低学歴でも87%が日本に対して好意的な見方を示している。ピュー・リサーチ・センターがアメリカ人を対象に、日本、中国、インド、北朝鮮のアジア4か国に対する意識調査を行い、最も高い好感度を100度とし、50度は中立的、0度は最も否定的としたところ、2018年調査では、日本61度、インド51度、中国42度、北朝鮮21度である。2021年調査では、日本59度、インド48度、中国28度、北朝鮮21度である。また、若年層においては、財団法人日本青少年研究所が2006年に日本、米国、中国、韓国の高校生計約7300人を対象に行ったアンケート調査の結果「日本が好き」と答えたのは米国がトップで45.2%、次いで中国24.5%、韓国24.0%。一方、日本の生徒が「好き」と答えた国は米国が39.6%で最も高く、韓国16.7%、中国10.2%で、日米は双方で好感度が高かった。

## オーストラリア
日本は第二次世界大戦当時、オーストラリアにも攻撃を加え、北部・西部沿岸部に空爆や潜水艦による攻撃を行った。この際、医療船セントールを攻撃した事件（戦時活動中の医療関係への攻撃は、特に問題視される）においても、第二次世界大戦中の悲劇として伝えられている。また東南アジア方面で活動していたオーストラリア兵2万2000名が日本軍によって捕虜とされたが、内1/3が収容所で死亡しており、捕虜の扱いに関する非人道性が問題となった。
近年では、オーストラリアは捕鯨問題をめぐって日本を特に強く非難している国の一つであり、オーストラリアにおける反捕鯨運動の盛り上がりとともに反日感情の増大が一部で見られ、2008年7月には親日家が多いケアンズにおいて、レンタカー会社がレンタカーのキャンピング・カーに「Save a Whale,Harpoon a Jap(クジラを救え、ジャップに銛を打ち込め)」という反日的な反捕鯨スローガンをスプレーで書き付けていたことが発覚した。クイーンズランド州首相アンナ・ブライは、このスローガンを人種差別的だと非難した。
また、オーストラリアのテレビでは、太った日本人が寿司を食べようとすると、銛が飛んで来て刺さって死ぬという内容のビール会社「Blue Tongue」のCMが放映されている。このCMについてビール研究者のブライス・エディングス(Bryce Eddings)は、「ブルータン社以外のビールを飲むと、クジラの殺害に加担するというのか」として、同社の「安っぽい」販売戦略を批判している。
オーストラリアの反日・反捕鯨運動には日本の女性にも参加者がおり、男女問題やフェミニズムと絡めてこの問題を複雑化している。
2019年に外務省が実施した世論調査における「オーストラリアにとって今後重要なパートナーとなるのは次のうちどの国か」という設問では、日本は44%でアメリカと同率1位となっている。

## 日本における「反日」の使用
韓国、中国の主張に賛同する日本人を反日、反日日本人と批判する考えもある。鄭大均は「反日日本人は、自分では友好や理解だと考えているが、実は韓国の日本に対する偏見を支持しているだけであることに気が付かない」と述べている。
東アジア反日武装戦線は日本人を「日帝本国人」として断罪し、1974年から三菱重工爆破事件をはじめとする連続企業爆破事件を犯した。大森勝久は、日本そのものが悪であり、日本を滅亡させなければならない、とする「反日亡国論」を唱えた。
在日韓国・朝鮮人は第2次大戦後、在日本朝鮮人連盟や在日朝鮮民主青年同盟などを結成し、自らを「解放民族」として日本人よりも上位に置き、日本の法律制度を無視して横暴にふるまい長崎警察署襲撃事件、浜松事件 (抗争事件)、阪神教育事件、本郷事件、台東会館事件、長田区役所襲撃事件など、日本各地で集団で、暴行、略奪、不法占拠、不法乗車などを引き起こした。ネット社会ではそのことを引き合いに出し、反日発言をする政治家・文化人・芸能人を在日韓国・朝鮮人（または帰化人）と断定する在日認定も行われている。
元ミス・ユニバース日本代表として宮本エリアナが選出されるすることが報道されると、宮本が「日本代表のイメージに合っていない」として一部で疑念が呈する人々がいた。その後、宮本がインタビューで、日本は現在多民族の親を持つ子供たちがわずか2%を占めている圧倒的に均質な国だとして、「革命を起こしたい("I want to start a revolution.)」「100年か200年後したら純粋な日本人なんてほとんどわずかしか残っていない(In 100-200 years there will be very few pure Japanese left.)」と答えると、「反日」だとレッテルを貼られ差別的な意見が寄せられた。宮本は「純日本人は少なくなる。」「革命を起こしたい。」は日本が人種的に多様な国になり、差別偏見がなくなって欲しいとの意味だったと述べている。
赤報隊事件では「反日分子には極刑あるのみ」と犯行声明に朝日新聞を反日とする表現があった。
俳優でタレントの坂上忍がテレビ番組で自民党議員を批判した後、バズフィードによると「インターネット上に投稿された『坂上忍は在日で、恒心教というネット炎上由来の架空団体所属』だとする不確定な情報」がウィキペディアにて追記されるなどして荒らされた。
明仁天皇（当時）が高麗神社に参拝した際にインターネット上で反日左翼と非難する書き込みがなされた。
反基地活動をしていた沖縄県の翁長雄志知事（当時）について、インターネット上で反日、売国奴とする書き込みがなされた。
安倍晋三元首相は『Hanada』にて、反日的な人たちが2020年東京オリンピック開催に強く反対していると述べた。

## 韓国・中国における反「反日」
韓国人や中国人において、上記の反日に対して批判的な立場の人も存在する。
シンシアリーは「国内で牽制勢力が皆無なこと」が韓国における反共と反日の決定的な差だと結論付けている。韓国では反共、つまり北朝鮮への対応は右派左派で互いに牽制・マウンティングし合って対立しているが、反日については右派左派関係なく一致して日本を叩くために協力すると明かしている。例えば台湾では、日本統治時代を肯定的に評価・日本の主張を支持する言論に対して、批判する者もいるが支持や容認する者もいて日本に関しての言論の自由が守られている。それに対して、同じく自由主義陣営なはずの韓国では、日本統治時代に関する肯定的な言論・出版をすることや大局的・経済的・安保的な面から日本と過去の問題で対立しても最終的に韓国の国益にならないこと・韓国側の主張が間違っているなどの反日に批判・牽制の意見を持つ者は実名が大衆に発覚すると国民情緒法に基づく吊るし上げや法の不遡及を無視した刑事罰・賠償をされている。そのことを知っているため、反日に批判的な少数派はそれを恐れて黙らざるを得ないと述べている。韓国では反日言動・言論に関しては台湾より、共産国家の北朝鮮・中国の言論統制状態に近いと述べている。
外務省の書籍にて、元中国人で日本に帰化した楊逸から「インタビュー 私の反「反日」論 利益を図らずに外交する日本政治（反日意識と形成過程）」が掲載されている。
韓国ソウル市の仁憲高校のマラソン大会では「日本の経済侵略に反対する！」「安倍自民党は滅亡する！」というスローガンを強制していた。学校による反日行為強要へ、学生2人からの抗議事態が発生している。学生は反日行為の強要が同校では日常的に行われていたこと、社会通念上許されない発言でもそ反日を煽るものであれば全て正しい教育であるかのように教師らも振る舞っていたことを告発している。

## 関連用語

### 克日
克日とは、日本に敵対するよりも自国を日本より暮らし易く富強な国にすることを目指すことであり、光復節記念式典で全斗煥が強調したことで知られている。

### 排日
排日、排日運動は、日本国外の国家において日本人を排除しようという概念。これは主に日米関係に関する事柄で使われる言葉であり、戦前には排日移民法が制定されるなど米国などの国家ぐるみで排日活動が行われたという過去がある。

### 侮日
侮日（ぶにち）とは日本あるいは日本人を侮った感情。中国、台湾では、日本あるいは日本人を侮辱、蔑視する言葉として、小日本、日本鬼子などが使われる。
韓国では、日本あるいは日本人を、チョッパリ、ウェノム、倭奴、倭人、倭と呼んだり、また、天皇を日王と呼んだりする。
日本では台湾、韓国の反日の原因は「日帝による植民地支配」だとされることがある。しかし、朝鮮では14世紀から「日本人は侮辱に価する民族」と考えられてきたのである。その起源は中国の周辺諸民族を「文明の遅れた野蛮で侵略的な夷族」と蔑視する「中華思想」である。韓国の「侮日観」は、朝鮮こそが唯一の中華の正しい継承者だとする小中華思想を持った李氏朝鮮時代500年の間に根付いたものなのである。
2005年6月、仁川広域市の橘峴駅の構内で地元の小中学生のポスター展があった。それらは、韓国をウサギにして日本をウサギの糞にした地図、子供たちが日の丸を踏み躙っている絵、日の丸が描かれたトイレットペーパーを燃やしている絵、日本列島を火あぶりの刑にしている絵、「嘘つき民族日本人」を犬小屋で飼っている絵、韓国から日本に核ミサイルを撃ち込んでいる絵、などだった。絵には「日本の奴らは皆殺す」「日本列島を火の海に」「日本というゴミが捨てられるのは何時なのか」などという言葉も附けられていた。呉善花は、韓国では小学生の時からこうした教育を受けさせ、伝統的な侮日観をしっかり身に付けさせている、と述べている。

### 卑日
卑日とは、日本経済新聞社編集委員の鈴置高史による造語。
『日経ビジネスオンライン』誌の国際コラム「早読み 深読み 朝鮮半島」の連載で命名し、繰り返し使用しているもので、彼は近年の韓国を分析してかの国の「反日」が実は「卑日」と呼ぶべきものに変容していると主張した。それによると、「反日」は日本に対する嫉妬や見下げられることへの反発が原動力で、モノなりカネなり謝罪なり、日本から何かを「得る」のが目的であった。しかし「卑日」の目的は何かを得るのではなく、日本を「貶める」「卑しめる」ことにあるとする。世界を舞台に日本を貶めて快哉を叫ぶ韓国の国民的運動とし、蔑日や侮日とは意味が近いがそういった感情に至る理由が異なるとしている。
背景には経済成長の結果として韓国内に日本を超えたというムードがあるが、2010年代の韓国での景気後退やセウォル号沈没、MERSコロナウイルスの流行、あるいは文化全般において、日本を超えたという実態が伴わないため、そのジレンマを解消するために日本を積極的に誹謗してその評価を押し下げることによって実感を得ようとするものであるとしている。
彼は韓国の主な「卑日」として、
- 慰安婦像設置
- 李明博竹島上陸
- 韓国による天皇謝罪要求
- 対馬仏像盗難事件
- 靖国神社・日本大使館放火事件犯人の本国送還
- 朴槿恵の告げ口外交
- 産経新聞ソウル支局長名誉毀損起訴事件
- 明治日本の産業革命遺産 製鉄・製鋼、造船、石炭産業の世界遺産登録妨害運動

などを挙げている。
ニューズウィーク日本語版の佐々木和義は、韓国社会に蔓延している優位な立場の人が相手を見下す「甲乙」と呼ばれる上下関係の考え方を日韓関係に適用したものが「卑日」であり、日本が屈する姿に溜飲を下げて韓国人としての優越感を感じたい「甲乙」の感覚が根底にあると示唆している。岡本隆司京都府立大学文学部准教授は、朝鮮王朝時代の対外関係は、中国に従う「事大」と、それ以外の国（礼・文化を知らない「夷（野蛮人）」）との「交隣」があり、日本は朝鮮の下に格付けされている。軍事経済的に日本に劣らなくなり、中国の後ろ盾を得て、日本に対しては何を言ってもいい、してもいい、とまた考え始めた、ということだと、卑日について解説している。この説明を受けて、鈴置は卑日は「離米従中」の一部として「従中卑日」という自説を「日本に対する華夷意識の復活」としての卑日に改めた。